# Fallout 3

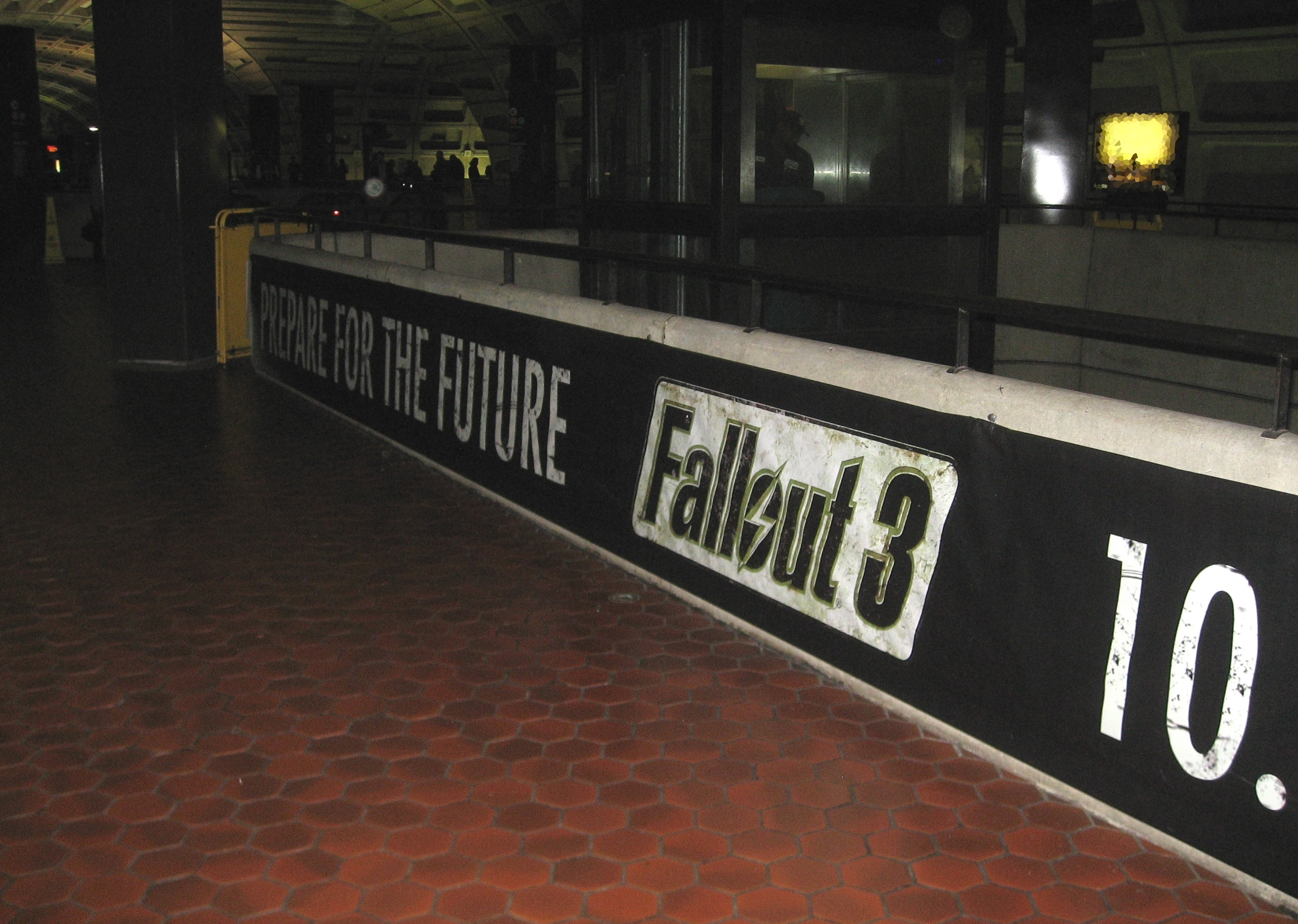
ワシントンDCのメトロセンター駅に設置された看板

『Fallout 3』（フォールアウト3） は、ベセスダ・ゲーム・スタジオが開発したロールプレイングゲーム。核戦争後の荒廃した世界を描くFallout シリーズの3作目であり、ナンバリング作品としては初めて日本で発売された。
日本国内では現在通常版が発売されているほか、2009年12月3日に『プラチナコレクション』と『PlayStation 3 the Best』で本編のみ入った廉価版、追加DLCと本編が同梱された『Game of the Year Edition』、PlayStation 3版のみXbox 360版でDL販売となっている5本の追加コンテンツをセットにした『追加コンテンツパック』が発売された。
PS3のコンテンツパックの方は定期的に本編ディスクの認証を要求される仕様となっており、追加パックのみでプレイする事、本編のセーブデータを使用することは不可能となっている。
国内で入手できるWindows版はSteamより英語版『Game of the Year Edition』(2009年10月13日)のみ。
なお、Windows 10 Anniversary Update (version 1607)で実装されたWDDM 2.1以降の環境では起動やデータロード後のプレイが不可能であったが、2021年10月12日にゲームアップデートが実施され、同日時点での最新のWindows 10環境(version20H2)においても動作可能となった。

## 作品解説
開発を『The Elder Scrolls IV: Oblivion』のチームが行うと発表されたことで注目を集めた作品。
広大なマップを自由に散策可能なオープンワールド系ゲームであり、RPGとしては珍しい核戦争後の荒廃した世界が舞台設定になっている。実際のワシントンDCおよびその周辺の州をモデルに築かれた広大な廃墟や、そこに蠢く様々な変異生物、過酷な環境の中で暮らす人々など、緻密かつ膨大に作りこまれたゲーム内世界が魅力である。Falloutシリーズ独特のブラックジョークも健在で、冷戦時のアメリカの一触即発な危うさを皮肉った核戦争以前の遺物が随所に見られる。
オブリビオンを踏襲する自由度の高いゲームシステムも非常に複雑で細かな仕様となっており、Perkによる更なるキャラクターのカスタマイズや、V.A.T.S.（後述）による戦闘方式の違いなど、遊び手のプレイスタイルに合わせるための工夫が凝らされている。また、従来の体力の概念に加えて更に肉体の部位ダメージや放射能汚染の要素などが導入され、オブリビオンと同様に物理エンジンにはHavokが使用されている。
本作品は国家や文明の崩壊した世界が舞台であるため、司法機関はおろか公的な社会組織や社会通念と言えるようなものまで存在しない。これはプレイヤーの行動にも直結しており、ひとたび導入パートを終えて外界に出れば何をするのも自由である。善人となって各地で悪党に悩まされている人を助けて回ることもできるし、私利私欲のみを追求する大悪党になることもできる。サブクエストはもちろん、メインクエストも立場や思想によりそれぞれの攻略法が存在し、その結末も選択によって異なる。
登場するノンプレイヤーキャラクター（NPC）も思惑は様々であり、自分の欲求をかなえる為には殺人も躊躇わない者が少なくない。また、プレイヤーに友好的なNPCも一部の例外を除いて皆武装しており、窃盗や傷害を加えると問答無用で攻撃してくる。その際には繋がりのある組織や街と敵対状態になり、「投獄」「罰則」という概念も無いために、死ぬか殺すか逃げ切るかしなければ事態は収まらない。

## ストーリー
西暦2077年に起こった米国、中国とソ連をはじめとする全ての核保有国による核戦争は世界を焦土と変えた。放射線に覆われた地表から逃れるため、人々は『Vault』と呼ばれる地下シェルターに逃れ、そこでの生活を余儀なくされる。核戦争から200年後、Vault居住者達はいつしか地上を嫌い、地下での生活を続け、そこで生涯を終えていた。
かつてワシントンD.C.と呼ばれた場所にあるVaultの1つ『Vault101』で、主人公は父親(ジェームス)によって愛情をもって大事に育てられていた。10歳の誕生日には高性能情報端末ユニット「Pip-Boy 3000」を監督官からプレゼントされ、16歳の誕生日には職業適性検査ののち職につき、地下で生きる人々の一員となっていた。
しかしながら19歳の誕生日、突然父親が『Vault101』から地上へと失踪してしまう。父親の友人も同行するつもりが警備によって殺害され、主人公にも共謀の疑いが掛けられる。「どうして父親は自分に何も言わず飛び出してしまったのか、いったい地上で何をしようとしているのか」その疑問は父親を追う決心へと変わる。親友アマタの助けを借りて監督官(Overseer)や警備(Officer)を掻い潜り、主人公は地上へと続く唯一のドアを開放した。

### DLCのストーリー
PC版とXbox 360版はダウンロードとディスク、PS3版はディスクのみでの販売。
全てのダウンロードコンテンツ（DLC）に新たな武器と防具、Perksと実績が用意されている。
Operation Anchorage
ウェイストランドを旅する主人公は、無線でアウトキャスト前哨基地からの救難信号を傍受する。向かった先で主人公の持つPip-Boy3000に注目したアウトキャストの護民官は、Pip-Boyの機能を使ってロストテクノロジーが眠る兵倉庫にある「アンカレッジ作戦の仮想シミュレーションプログラム」をクリアしてほしいと依頼する。このDLCをクリアすると大戦以前の強力な武器を手に入れることが出来る。
シミュレーションは荒廃したウェイストランドと対照的に、雪の舞うアラスカの白銀世界が舞台である。敵基地の破壊工作や部下を率いた強襲など多数による戦闘に重きが置かれており、本編とは異なる趣向となっている。また、アウトキャストという組織の性格や現状に対する解説的な役割を持ったコンテンツでもある。2009年3月18日より配信中。
The Pitt
ウェイストランドを旅する主人公は、無線で助けを求める通信を拾う。発信主はピット（ピッツバーグ）の工業地帯から逃げ出してきたという奴隷のワーナーであった。ワーナー曰く、ピットは高濃度の放射線によって、理性を失い怪物と化した人間が大量に徘徊している地獄のような状態であり、更にアッシャーと呼ばれる人物が率いる奴隷商人によって、数多くの奴隷が死ぬまで労働させられている有様であるらしい。そしてそんな中、アッシャーが怪物化を止める治療薬を開発したという。
主人公はワーナーから奴隷解放のためにこの治療薬を手に入れて欲しいとの願いを受ける。ピットは圧倒的な数のレイダーによって支配されているため、正面きっての戦闘は困難であり、基本的にプレイヤーは奴隷に扮して身一つで潜入することになる。
このコンテンツはストーリーと世界観に重きが置かれており、双方の話を理解し、どのように行動するかを迫られる事となる。本編では脇役扱いのレイダーと奴隷達に対してスポットが当てられている。2009年5月29日より配信中。
Broken Steel
ブラザーフッドらの協力を得てエデン大統領、オータム大佐を倒し、命を賭して施設の浄化装置を起動させることに成功した主人公。それから2週間後、致死量を超える放射線を浴びながらも主人公は奇跡的に昏睡状態から回復する。一方、ウェイストランドは復興の兆しと新たな火種を抱えて少しずつ変化していた。そして遂にブラザーフッドは、エンクレイヴ殲滅のための最後の作戦に望むのであった。
このDLCはメインストーリー（本編クリア後）の直接の続編となっており、本編終了後に続けられる形で始まる。導入するとレベル上限が30まで上がるようになり、新たな建造物や敵、風景など汎用マップ上に多数の変化が現れるようになる。また、本編をクリアしていなくとも、導入した時点で新たな敵や武装の追加（とレベル上限の開放）が行われる。2009年8月3日より配信中。
Point Lookout
ウェイストランドを旅する主人公は、ポトマック川の船着場に停留するフェリーを発見する。そのフェリーはメリーランド州にある湿地帯「ポイントルックアウト」から来た貨物定期便だという。主人公は船着場にいる1人の女性から「ポイントルックアウトに向かうならば、そこで下船したとされる娘を捜して手紙を渡してほしい」との願いを受ける。そしてフェリーに乗り辿り着いた場所は、ウェイストランドとは全く異なる風土と問題を抱えた霧深い土地であった。
このDLCはホラー色が強く、本編に比べて突き放したように難易度が高い。2009年8月31日より配信中。
Mothership Zeta
ラジオで謎の電波を受信した主人公は発信現場に駆けつける。何とそこはUFOの墜落現場であり、主人公はエイリアンに発見され母船に連れ去られてしまう。今作品は最後のDLCとして配信された、本編とは関係の無い完全な番外編である。登場する敵は勿論のこと、武器なども本編とは毛色が大きく異なっている。2009年9月25日より配信中（公式サイトでは28日とされている）。

## システム
『The Elder Scrolls IV: Oblivion』でも特徴的だったRadiant AIやクエストシステム、広大なマップ等はほぼそのまま踏襲されている。
キャラクターメイキング
名前、性別、顔が選択可能。オブリビオンと違い星座やクラスなどは存在せず、選べる種族も人間のみではあるものの黒人系・アジア系・白人系・ヒスパニック系の中から選べ、顔の細かい部位の調整は健在ではあるが、オブリビオンの時と比べ選択肢が減らされており、極端におかしな顔が出来ないように配慮されている。
カルマ
現在主人公が「どのような人間」であるかを示す、現代的な価値基準で計測される善悪値のステータス。善行で上がり悪行で下がる。
何をしていても咎められる事の無い本作だが、このステータスの高低によって人々の対応・態度や会話の選択肢、連れ歩ける人物や友好的な組織などが変わる。
NPCにもそれぞれ設定されている。正当防衛でない限り、基本的に殺人はカルマを下げる行為となるが、例外としてカルマが『悪』以下の人物を殺害しても自分のカルマは低下せず、『凶悪』の人物なら場合は理由を問わず善行と見なされ、カルマが上昇する。
V.A.T.S.
正式名称「Vault-Tec Assisted Targeting System」。
従来のFalloutシリーズは見下ろし視点式のターンベースRPGだったのに対し、本作では戦闘は基本的にFPSのシステムとして機能している。FPSが苦手なプレイヤーへの配慮と旧作とのゲームシステムの整合性をあわせた要素の一つとして組み込まれた戦闘システムである。
本作では純粋なFPSとしてプレーするには様々な制約があり、低レベルで武器スキルが低いと技術不足のため照準どおりに弾が発射されない上、特に家庭用ゲーム機版ではエイムアシスト等がほとんど期待できないため、根本的に敵に狙いをつけづらくなっている。そこで登場するのが「V.A.T.S.」である。
V.A.T.S.は主人公の腕に装着された「Pip-Boy3000」が持つ固有の機能で、戦闘時に敵への攻撃箇所を部位レベルにまで絞込み、自動攻撃を試みる攻撃システムである。ゲーム内において「V.A.T.S」の使用中は時間が止まり、敵との距離や位置関係で部位ごとの命中率が％表示、指定した箇所へ攻撃を行うと専用のモーションが発動する。攻撃するには旧シリーズ同様にアクションポイント（AP）が必要で、武器によってAPの消費量が異なる。減ったAPは時間の経過・特定アイテムの使用などで回復する。V.A.T.S.中に敵を倒すとAPが全回復するPerksもある。
V.A.T.S.は敵に対する攻撃の効果を具体的数値で理解でき、弾丸の節約や確実にダメージを与えることが出来る手段として重宝するが、攻撃アクション中は移動することも、攻撃をキャンセルすることも、さらに回復アイテムすらも使うことが出来ないというデメリットが存在する。それでもV.A.T.S.による攻撃はより確実であるため、戦闘の核となるゲームシステムとなっている。
部位ダメージ
ダメージ値は頭部と胴体、両腕両脚と装備品で別々に設定されている。相手の各部位に重傷を負わせることで、様々な行動制限を課すことができる。脚なら移動力が落ち、腕なら射撃の精度が著しく落ちる。ただし、これはプレイヤー自身にも適用されており、例えば頭に重傷を負うとめまいが生じて視界がボヤけたりしてしまう。この他にも、虫やメカといった人外の敵にも部位が存在し、同じく部位ダメージを狙うことが出来る。また、各種武器は肉体とは独立した命中判定を持っているため、敵の持つ武器を撃ち落として攻撃を止めたり、敵が投げた手榴弾を空中で爆発させるといった事も可能である。
CND(Condition)
武器、防具にはそれぞれ耐久度を示すCND値（0-100）が設定されており、状態の良くない装備品はそれなりの性能しか発揮できない。武器は使用する度、防具は攻撃を受ける度に劣化していき、最終的にCND値が0になれば装備できなくなってしまう（消失してしまうわけではなく、修理すればまた使えるようになる）。同じものを2つ以上所持していれば片方を消費することで状態を回復させることができ(プレイヤーの間ではニコイチの通称で呼ばれる)、その際の回復の度合い(上限)はプレイヤーの修理スキルの値に直接比例する。
また、ある程度までなら店や技能を持つ人物に修理してもらえるが、精密機械や希少性の高いものほど修理費は嵩む。
一部を除き、主人公が手にする武器・防具は核戦争を経て200年間放置されていたもの、あるいはそれまで他人が使っていたものであるため、入手したままの状態ではあまり性能が良くない。
基本的には全く同じものでなくとも同系統の品で修理することが出来るが、中には互換性が0で完全にワンアンドオンリー、自分自身で修復する事が不可能なものもある。新品の状態で手に入るレアなアイテムも使用していけば劣化していく。
中毒
アルコール類や薬物を使用すると一定確率で、中毒症状が起こり能力値が下がる。薬物中毒を起こすと、ステータス画面のVault-Boyが恍惚の表情をしている。自分で治すことはできず、町の医師に治療してもらうか、購入すると自宅に設置される科学キットでデトックスしてもらわなければならない。
放射線
核戦争後のこの世界は、ありとあらゆるものが放射能に汚染されている。食料を食べたり飲み物を飲んだり、放射能汚染されている場所に留まると、徐々に放射能が蓄積されていく。一定の量を超えると能力値が下がり、さらに蓄積し続けると最終的には死亡してしまう。Rad-アウェイを使う・とある果物を食べる・町の医師に治療してもらう・購入すると自宅に設置される医療キットで治療をすると放射線値を下げることができる。放射線汚染の度合いは「Pip-Boy3000」に内蔵されたガイガーカウンターで大まかに知る事が出来るようになっている。
今作では放射線汚染による能力値低下は一時的なものであるが、旧作では一度下がった能力値は回復しない仕様になっていたため、極めてシビアで容赦の無いシステムとなっていた。

## S.P.E.C.I.A.L.
キャラクターが持つ7種類の基本能力。個体が持つ有りのままの能力を示している。主人公以外にNPCは勿論、登場する全生物にそれぞれ設定されている。
Strength（筋力）Perception（洞察力）Endurance（持久力）Charisma（魅力）Intelligence（知力）Agility（敏捷性）Luck（運）の頭文字を取ったものであり、上限値は全て10。ゲームスタート時にそれぞれの数値を自由に変更出来、振り分けられたポイント数に応じて習得可能なPerkやレベルアップ時に習得できるスキルポイントなどが変動する。なお、一度数値を設定すると変更は出来ないが、ステージ上に存在するスキルブックやボブルヘッド人形を集めるか、Intense Training等のPerksを習得すると任意の能力を1ポイント上げることが出来る。
Strength（筋力）
持ち運べるアイテムの総重量や近接戦闘のスキルに影響を与える。
Perception（洞察力）
周辺の索敵、ロックピック、エナジーウェポンや爆発物を利用するスキルに影響を与える。
Endurance（持久力）
ダメージや放射線に対する耐久力、重火器や格闘のスキルに影響を与える。
Charisma（魅力）
交渉や会話に対応するスキルに影響を与え、NPCに好感を持たせる
Intelligence（知力）
科学や回復のスキルに影響を与える他、この数値が高いほどレベルアップ毎に獲得できるスキルポイントが増大する。
Agility（敏捷性）
小火器や隠密行動のスキルに影響を与える。また、この数値が高い程V.A.T.Sで攻撃する回数が増える。
Luck（運）
全てのスキルに影響を与え、武器で攻撃した際のクリティカル発生率を上昇させる。

### Skills
キャラクターが持つ13項目の技能。上限値は全て100であり、これは人型のキャラクターにだけ設定されている。Skillは、レベルアップ毎に獲得するスキルポイントで成長させることが出来る。獲得出来るポイントの値は、Intelligence（知力）に振り分けられているポイントの値で決まる。
Barter
通常のアイテム取引における売買価格に影響するスキル。対応S.P.E.C.I.A.L.はCharisma。
Big Guns
重火器の威力と射撃精度に影響するスキル。対応S.P.E.C.I.A.L.はEndurance。
Energy Weapons
熱量武器の威力に影響するスキル。対応S.P.E.C.I.A.L.はPerception。
Explosives
地雷や手榴弾の威力、設置された地雷を撤去する際の難易度に影響するスキル。対応S.P.E.C.I.A.L.はPerception。
Lockpick
鍵をピッキングする際の難易度に影響するスキル。対応S.P.E.C.I.A.L.はPerception。
Medicine
薬品を使用した際の回復力や持続力に影響するスキル。対応S.P.E.C.I.A.L.はIntelligence。
Melee Weapons
刃物や鈍器の威力に影響するスキル。対応S.P.E.C.I.A.L.はStrength。
Repair
CND(コンディション)の上限やカスタム武器を製造した際の完成度に影響するスキル。対応S.P.E.C.I.A.L.はIntelligence。
Science
ターミナルをハッキングする際の難易度に影響するスキル。対応S.P.E.C.I.A.L.はIntelligence。
Small Guns
小火器の威力と射撃精度に影響するスキル。対応S.P.E.C.I.A.L.はAgility。
Sneaking
スニーキング時の隠密性やスリを行った際の成功率に影響するスキル。対応S.P.E.C.I.A.L.はAgility。
Speech
NPCとの会話時に発生する、説得やスピーチチャレンジの成功率に影響するスキル。対応S.P.E.C.I.A.L.はCharisma。
Unarmed
素手やナックルダスターで攻撃した際の威力に影響するスキル。対応S.P.E.C.I.A.L.はEndurance。

### Perks
レベルアップ毎にPerksと呼ばれる特殊能力を一つ選んで習得出来る。50種類以上存在しており、プレイスタイルに直接影響を与える。いわゆる才能的なものや素養など、「技能」以外に分類される能力である。ものによってはレベルや基本能力による条件が存在し、一定値に達していないと習得することが出来ない。
Skillの値を上げるだけの単純なものから、各種交渉を有利にするもの、走行時に音がたたなくなるもの、その他常識では考え付かないような奇抜なものまで内容は様々である。また、DLCで追加されるものを除いて説明書にそれぞれの取得条件や特性が記載されているため、計画的にキャラクターを育てることが可能。しかし特定のサブクエストをクリアすることで習得できるイレギュラーなものについては説明書に記載されていない。

## 装備

### 概要
大きく分けて武器と防具が存在し、通常のアイテム同様重量を示すWG値と装備アイテム固有の保存状態を示すCND値の他、武器固有のものとして攻撃力を示すDAM値、防具固有のものとして防御力を示すDR値が設定されている。また、装備によってはS.P.E.C.I.A.L.やスキルの値を向上させたり、特定のアイテムを自動で使用するなどの固有の特殊効果を持っているものもある。フィールド上に遺されているものを回収する、敵やNPCを倒して奪う、店で買うなどによって入手可能だが、一部の装備は設計図と特定の材料を集めて自分で製作しなければ入手できない。また、通常仕様のものとは見た目の外見や性能、名称が異なるユニークタイプが存在する。

### 武器の種類
素手用武器(Unarmed)
近接武器の一種で、グローブのように装着するもの。武器を何も装備していない素手状態も分類上これに含まれる。
リーチはどれも一様に短めだが攻撃速度が速めで、密着状態での接戦に効果を発揮する。攻撃ボタンを長押しすると、通常よりも威力とノックバック効果の高い溜め攻撃が出せる。
近距離武器(Melee Weapons)
近接武器の一種で、手に持って扱う文字通りの武器。武器により異なるが、概して素手用武器よりもリーチは長め。
攻撃速度に優れた片手武器の「Blade」系と単発の威力とリーチの長さに優れた両手武器の「Blunt」系に分かれている。素手用武器同様、攻撃ボタン長押しによって溜め攻撃を出せるが、リッパーなど一部の武器は押しっぱなしにしている間多段ヒットの持続攻撃を行う。
小型武器(Small Guns)
実弾系の小型銃火器。一部を除いて弾薬が比較的豊富に手に入るので、序盤から終盤まで主力としてお世話になることが多い。ただし、実弾系銃器はロボット系の敵に対してダメージが軽減されてしまう。
ピストル、ショットガン、サブマシンガン、アサルトライフル、スナイパーライフル、ハンティングライフルなどがこれに含まれる。
エナジー武器(Energy Weapons)
エナジー系の小型銃火器。序盤では余り手に入らず、ストーリーを進めることで徐々に数を揃えられるようになってくる。どの敵に対しても安定してダメージを与えることが可能で、単発の威力も小型武器の同規格品より優れているものが多い。ただし、そのほとんどは小型武器におけるピストル系やハンティングライフル系に相当するものばかりであり、特異性や汎用性で劣る。
弾がヒットした相手を一定確率で灰の山に変えてしまうレーザー系武器、粘液に変えてしまうプラズマ系武器などが存在する。
大型武器(Big Guns)
実弾系およびエナジー系の重火器。武器によって扱い方や攻撃属性がほぼ完全にバラバラであり、小型武器以上に大味な分類となっている。総じて本格的に入手可能となるのは中盤以降となる。また、大型故に取り回しが悪く、主力として扱うには各種該当するS.P.E.C.I.A.L.やスキル、Perksを揃えることがより重要となってくる。
火炎放射器、ミニガン、ロケットランチャー、ヌカランチャー、テスラキャノンなどがこれに含まれる。
爆発物(Explosives)
その名の通り単発使い捨ての爆弾。広めの攻撃範囲と高威力が特徴。正面戦闘には向かないが、物陰に立て篭もる敵への対処や待ち伏せ、迎撃など搦め手への応用手段は豊富。高難易度では爆発物も上手く扱えなければ生き残ることは難しい。
グレネード(手榴弾)系と地雷系が存在する。

### 防具の種類
身体用
頭部以外の胴体全てを保護する防具。DR値は他の種類の同クラスの防具より遥かに高く、キャラクターの総合タフネスに最も大きく影響を与える。
頭部用
頭部を保護する防具。DR値は身体用防具より低くキャラクターの総合タフネスに与える影響は少ないが、ヘッドショットによるダメージ大幅増加や頭部損傷により被る悪影響は非常に厄介なため、少しでも対策を講じたいのであれば重要となってくる。ただし、DR値の高い頭部用防具は髪や顔を覆い隠してしまうものが多い。
眼鏡類
上記2種以外の防具。DR値は無いも同然なものばかりで防具としては役に立たないが、防御力以外のステータスを向上させたりする特殊効果を持つものが多く、ファッション以外にも使い道はある。ただし、顔まで覆い隠してしまう類いの身体用および頭部用防具を装備している場合には装備できない。

## 人種・勢力
グール(Ghoul)
核爆発による高熱と放射線の影響で、遺伝子が変質した人間の総称。共通して皮膚が焼け爛れたような醜悪な外見となり、肉の腐ったような体臭に見舞われる。代わりに、肉体的な老化現象が抑制され、寿命が大幅に伸びている（なかには200年前の大戦時から現在も生き続けている者もいる）。放射線による害を受けず、下記のスーパーミュータントやフェラル・グールから敵視されていないため、過酷なウェイストランドでの生存能力は著しく高い。知性や精神は人間と変わらないが外見のために差別や迫害の対象となっており、それらの経緯から非グールの人間に恨みを持つ者も少なくない。忌み嫌う者からはその性質も含めてか「ゾンビ」などと呼ばれており、彼らにとっては最上級の蔑称である。対して、非グールの人間に対して「スムーズスキン」という蔑称を用いるグールもいる。モールの歴史博物館跡にグールだけの町を作り暮らしているが、彼らの間でも通常の人間社会と同様に様々な軋轢が存在している。
なお、知性が失われ凶暴化したフェラル・グール(Feral Ghoul)も無数に存在し、ウェイストランドに住まう人々の脅威になっており、これがさらに理性あるグールへの風当たりが強くなる原因にもなっている。こちらはかつて人口が密集していた都心部の廃墟、特に地下鉄に集中して生息している。
もはや別種であり、理性を持った通常のグールがフェラル化することなど無いのだが、理性のあるグールについても「脳が腐りいずれはフェラル化する」という偏見が一部で存在し、差別どころか問答無用で「害悪」と見なされることもある。
スーパーミュータント(Super Mutant)
2メートルを超す巨大な人間型の生命体。硬質化した黄緑色の皮膚に凶悪な人相が特徴で、極めて高い体力、防御力と放射線耐性を持つ。総じて知能は低く、仲間以外には見境なく襲いかかるほどに凶暴。しかし銃器をはじめ道具の扱いには長けており、非常に厄介。その正体は『Vault87』で核戦争後の世界でも生存できるヒューマノイド作成を目的とした実験の末路で、そこで研究された「FEVウイルス(Forced Evolutionary Virus)」に感染した人間の被験者を原初として、『Vault87』が温床となりキャピタル・ウェイストランド全土に大量発生したものである。性別の概念がなく生殖機能を持たないため、人間をさらい「FEVウイルス」に感染させてスーパーミュータント化させることで仲間を増やしている（しかしほとんどの者は人間を見つけ次第殺害しているようである）。番犬役としてケンタウロス（これはスーパーミュータントに進化し損ねた人間の成れの果てである）を連れて行動することが多く、同種だと思っているのかグールの事は襲わない。
多くのスーパーミュータントは群れで行動し仲間を攻撃することはないが、『ベヒモス』と呼ばれる超巨大なスーパーミュータントに限っては知能が完全に衰退しているためか、視界に入ったあらゆる生物を見境無く攻撃する。
ただしFallout 1および2で登場した西海岸のスーパーミュータントとは感染した「FEVウイルス」の種類が違うらしく、多少の差異が見られる。時々、通常の人間と同等の知能を保った者が現れ、そういった個体は仲間の行いを問題視しているが、同時に仲間から迫害される傾向にある。
ブラザーフッド・オブ・スティール(Brotherhood of Steel)
大戦以前、もしくは大戦時におけるテクノロジーや文化的遺産の捜索、回収を目的とした巨大な武装組織。遺産の調査・発掘を目的とした科学者とそれらの護衛および敵対者の排除を担う戦闘員で構成が二分されている。本部は西海岸にあり、各都市に支部が存在。キャピタル・ウェイストランドには2250年にエルダー・リオンズが廃墟であったペンタゴンを要塞化させて支部を設立。しかしこの地の悲惨な状況を見かねたリオンズが住民の保護を最優先にする決断をしたため、本来の任務は後回しの状態となっている。
これに対し本部は「リオンズのエルダーとしての地位は引き続き認めるものの、増援や物資の支援は一切行わない」という処分を下したため、現在ウェイストランドのブラザーフッドは孤立無援の状態にあり、更に組織内部でもリオンズの方針に反発した一派が造反し、精鋭の大部分を引き連れて『アウトキャスト』を名乗り組織を離れてしまう。このため、物資・人員共に常に困窮状態にあり、現地のウェイストランド人を徴用するなど異例の措置で欠員を補っている。しかし、ウェイストランド人兵は正規兵に比べて練度の低さが目立ち、戦力としては余り頼りにならないらしい。
戦闘員はほぼ全員がパワーアーマーを装着しているものの、そのほとんどが回収したものに応急修理を加えて再利用しているだけに過ぎず、度重なる使い回しの影響で性能の大きな劣化が目立ってきている。
ギャラクシー・ニュース・ラジオやリベット・シティとは協力体制にあるなど各地で高いプレゼンスを誇るが、要塞や主要機関・建造物の警護に人員を割いているためか定期巡回や地理探索は現在行っていないようである。
本来は核戦争直前、アメリカ政府が生物兵器を造ろうとした際に、被験者として選ばれた兵士達が蜂起したもの(Fallout 1)であり、エンクレイヴ、並びにスーパーミュータントとは深い因縁がある。
相対的に見てウェイストランド支部はかなりの穏健派であり、人員がアウトキャストに流れる原因を造り、その際に厳罰を与えなかった事等について内部での批判的意見も少なくない。また、組織としてはグールを敵視しており、穏健なウェイストランドの『ブラザーフッド』もまたグールに攻撃を加えていることがアンダーワールドの住人の台詞からうかがえる。
10年後となる『4』でも登場。マクソンがエルダーを襲名し意識改革を行った事が会話から窺えるが、これがなければ『3』での行動を「要塞に引きこもって力を誇示していただけ」と皮肉る姿も見られる。人造人間(Synth)を統括する秘密組織インスティチュート壊滅のためコモンウェルスへの遠征を進め、先遣隊としてコモンウェルスに入った一部のBoSが拠点を構えている。
アウトキャスト(Outcast)
エルダー・リオンズに反発し、袂を分った元ブラザーフッドのメンバーが設立した武装集団。変節者の集団という位置づけではあるが、組織の性質としてはこちらが本来のブラザーフッドに近い。リーダーは元パラディンのヘンリー・キャスディン。テクノロジーの発掘と回収が最優先事項で、それ以外は全て二の次というスタンスをとっている。教条主義的で酷薄な者が多く、ウェイストランドの住民を公然と蔑んだり、人命をも軽視する非情な性質を持つ。しかし基本的には中立組織であり、金属製品やハイテク機器を持っていくと他の物品との交換に応じてくれる。ブラザーフッドと違い定期的にウェイストランドを巡回している姿を見ることができる。黒と赤にカラーリングされたパワーアーマーが特徴。攻撃しない限り敵視もされないが、一度でも攻撃を受けたと判断されると以降は一方的に攻撃を仕掛けてくるようになる。なお、構成員たちはかつてブラザーフッドで精鋭として主力を担っていた者たちが主であり、少数ながら総じて戦闘員の練度は高い。
自分達こそが本当のブラザーフッドであると考えており、いずれはリオンズを糾弾して裁きを受けさせ、本隊に合流するという目的がある。

レイダー(Raider)
ウェイストランドに散らばる無法者集団の総称。物品、あるいは食肉目当てで見境無く生物を襲う。略奪・強盗・拷問・殺人などの荒くれ者の集団だが、まとまった組織は持っていない。基本的に数人で襲い掛かってくるが、士気は低く、ある程度のダメージを負うと逃げ出したりする。プレイヤーにも会話や交渉の余地はなく、発見されれば問答無用で攻撃されることになる。例外として、パラダイスフォールズやピットにいる奴隷商人のレイダーは組織化されており、選択次第ではまともに会話を交わす事が出来る。
タロン社(Talon Company)
悪名高い傭兵企業で、所属する傭兵たちは全員社章の刻まれた黒の専用コンバットアーマーに身を包んでいる。金のためなら女子供まで殺害する極めてストレートな外道組織。都心部の廃墟や、郊外に点在する拠点を活動の場としている。レイダー同様出会い頭に攻撃を加えてくるが、より組織化されており、装備も強力。プレイヤーのカルマが善良な場合や、テンペニー関連のクエストを断った場合には首に賞金が懸けられ、以降ランダムに出現し命を狙われることとなる。日本語版では仕様上メガトンに家を持った時点でヒットマンが現れ、否応なく命を狙われることとなる。Companyには中隊という意味もある。
レギュレーター(Regulator)
揃いのコート、カウボーイハットという出で立ちの集団。いわば自警団で、悪党の退治を目的に活動している。タロン社とは逆に、プレイヤーのカルマが悪に傾いている場合に襲ってくる。Perkで彼らの一員となることができ、コートを貰えるほか、Karmaが悪属性のNPCを倒したときに手に入る指を買いとってもらうことができる。
エンクレイヴ(Enclave)
大戦直前、核戦争を予期した極右政治家や軍人、軍産複合体などの有力者が中心に結成した武装結社。中枢権力だけで核戦争をやり過ごし、その後にアメリカ大陸へ帰還、かつての合衆国政府を復活させようという目的で組織された。事前にポセイドン・オイル社の海上油田や極秘の政府バンカーなど安全な場所に退避していたため核の被害を受けておらず、現在でも戦前からの技術を保持、発展させ続けている。組織の成り立ちは米政府とその軍隊を模しており、リーダーは『大統領』を自称している。その規模と統率性から正規の軍隊のようだが、本隊はFallout 2(2242年)の時点で壊滅しているため、ゲーム中に登場する者達はその残党勢力である。ウェイストランドでは北西のレイヴンロックに拠点を持つ。合衆国全土の奪取、変異生物とみなしているスーパーミュータントやグール、ひいては合衆国再建の障害となるウェイストランド全住人の根絶を目的としている。戦闘員が装着するエンクレイヴ・パワーアーマーはエンクレイヴ独自開発の物で、戦前の技術で作られたブラザーフッドのそれよりも性能が高い。
連邦(Commonwealth)
Dr.ジマーと、あるアンドロイドの出身とされる場所で、本編では名称のみの登場。the Pittでアッシャーが敵として認識している組織であることを話している。アンドロイド製造技術についてはほぼ生身の人間と変わらない仕様などエンクレイヴすら凌駕する技術を持つとされる。キャピタル・ウェイストランドから見て北部に位置するとされていたが、『4』において連邦の正体がかつてのマサチューセッツ州(Commonwealth of Massachusetts)であった事が判明する。

## 地域・町・主要施設
キャピタル・ウェイストランド（Capital Wasteland）
かつてワシントンDCと呼ばれた場所。200年前に起こった核戦争のために荒廃しきっており、様々なところで放射能汚染の被害が残っている。かつての議事堂周辺は大量の瓦礫で埋め尽くされているが、それ以外の場所は荒れ果てた荒野になっており、ところどころに町や小さな集落が点在している。核戦争以前のものがそのまま原型を留め残っていることもあるが、ほとんどの場合は使い物にならなくなっている。
モール地区(Mall Area)
元ワシントンD.C.の中心部。国立図書館や公民館、議事堂などが残っている。
建造物が多かったせいか特に損壊がひどく、倒壊したビルの瓦礫によりいたるところでエリアが分断されており、地下鉄のメトロを通って移動することになる。事実上の「陸の孤島」状態である。
スーパーミュータントが多く出没し、さらには複数の勢力がエリアの占拠を図り駐在しているため、装備の揃わないうちに近づくのは大変危険である。
メガトン（Megaton）
『Vault101』から最も近く、大半のプレイヤーが最初に訪れるであろう街。街の中心部には不発核弾頭が鎮座しており、それが名前の由来となっている（TNT換算参照）。
核爆弾を信仰の対象としている「アトム・チルドレン教会」の信者と他所から流れてきた者が住人の大部分であり、住民の中にはVaultに入ることが出来れば、という淡い希望を抱いて来た者もいる。
生活水準は低いが周囲に脅威となりうる勢力や生物がいないため安全性は最も高い(核の不発弾があるために外敵が近寄ってこないという説もある)。雑貨屋、食堂、診療所と生活するうえで最低限必要な施設があり、自宅も手に入れることが出来る。
リベットシティ(Rivet City)
航空母艦を改造してつくられた科学者達の街。海上に在り、タラップで地上と街とを行き来する。技術、安全性、警備レベル共に高いが、密閉された居住空間で老朽化も進んでいるため、下層階を中心に錆や塵による害が出始めている。最南東に位置しているが、川を泳いで下っていく事ですぐに辿り着く事が可能である。
アンダーワールド(Under World)
ワシントンD.C.の歴史博物館内につくられたグール達の街。建物、ひいてはD.C.周辺にスーパーミュータントが多数徘徊しているため、グールにとっては外敵の来ない安全な場所となっている。住民からは精神的な余裕が感じられ、それなりに清潔感と設備も整っている。
テンペニータワー(Tenpenny Tower)
大戦後も原型を止めていた高層ホテルを、イギリスからの移民アリステア・テンペニーが大金を使い改修したもの。
設備の整った巨大マンションと言って差し支えなく、住民達はそれぞれ家賃を払って暮らしている。Vault以外では唯一、水道水が全く汚染されていない場所でもある。
テンペニー自身がグールを嫌っているため金を持っていてもグールは入居させておらず、それ故に地下鉄の廃墟に住むグールの一団から執着されており、警戒する日々が続いている。メガトンを爆破することでこちらに家を持つ事が出来るが、日本語版では爆破クエストを始めるためのキャラクターが削除されているため住む事は出来ない（海外版ディスクを差し替えて使用することでクエストの遂行は可能）。
カンタベリー・コモンズ(Canterbury Commons)
キャラバンを組織した商人達の拠点。目立った設備は無いが、ここに投資することでウェイストランドを巡るキャラバン達の売り物が良くなる。無料の宿(寝床)があり主人公に対しても比較的寛容だが、危険地帯で補給の難しいウェイストランド北部にあるため、安全性は高くない。
パラダイス・フォールズ(Paradise Falls)
人身売買で利益を上げる奴隷商人と、それを統括する組織の拠点。爆弾付きの首輪で奴隷を管理しており、逃げ出そうと試みる者は殺害される。
奴隷商人たちもレイダーの類いではあるが、単純に利益だけを求めているようであり、知性的で話せる人物も多いのが特徴。しかし足抜け料を払わずに辞めたり、首輪を紛失したりすると容赦ない制裁が下り、構成は現代でいうヤクザと、それに伴うアジトに近い。
一応各種施設が揃っており、行動次第で敵対関係にも共生関係にもなる。
Vault
Vault-Tec社が設計、建造した地下核シェルターの総称。Vaultとは金庫室あるいは地下倉庫・墓所の意味。ワシントンDCだけでなくアメリカの主要都市にいくつものVaultが存在する。民間人の避難用として宣伝されているが実は軍事利用、人体実験目的による研究施設としての側面を持ち、Vaultナンバー別に固有の研究が密かに行われている。キャピタル・ウェイストランドに点在するVaultには侵入することが出来るが、そのほとんどが荒れ果てた無人状態かクリーチャーによって占拠されている。なお、今作に登場した「Vault」における試み（実験）は、結果的に全て失敗したことになる。
Vault76
『ブラザーフッド』の基地にある検索マシンには場所が表示されているものの、ゲーム中には存在しない。検索マシンによると、収容人数は500人規模で「支配」を目的に建設されたといわれている。『Fallout 76』に登場するウェストバージニア州にあるVaultであり、核戦争からちょうど25年後の2102年10月23日に強制的に放棄された。優秀な人物を集めたVaultであり、「アメリカの再建」が目的であったと判明した。
Vault77
研究の目的は不明だが「1人の男と箱いっぱいの人形」だけが存在したVault。ゲーム中には存在しない『Vault』で、公式サイトの漫画の中にのみ登場する。核戦争直後の話なので男は既に死亡しているものと思われるが、『パラダイス・フォールズ』の奴隷商人用宿舎には『Vault77』のジャンプスーツが「焼却せよ」のメモ書きと一緒に残されている。
Vault87
FEVウイルスを用いた人体実験が行われていたVault。スーパーミュータント化した被験者が暴走して壊滅し、文字通りスーパーミュータントの巣窟および発生源となった。グレートウォー(大戦)の際に核の直撃地点となったため、未だに地表周辺は凄まじい濃度の放射線によって汚染されており、内部の様子は不明である。
Vault92
表向きは芸術家や音楽家などを中心に収容した、文化の維持が目的の施設とされていたが、実際は人を狂わせる効果を持つ催眠音波が人間に与える影響を研究することを目的としていた。しかし、実験内容が住民側に知られたことで住民側と管理側の間で内乱が勃発、壊滅状態に陥り放棄された。
内部は原子炉階層が浸水し、居住区にもミレルークが住み着いているが、本作の世界で現存するたった一梃のストラディバリウスが眠っている。
Vault101
「純粋」の維持を目的とした実験区。19年前とその前後で数度その扉を開けているが、その事実は隠蔽されている。
主人公が脱出した後は一種のパニック状態に陥り、外の世界と交流すべきと主張する革新派と、留まるべきだと主張する保守派で真っ二つに割れ、死傷者を出す内戦へと発展してしまう。
関連するクエストの結果によって存続、壊滅のいずれかの道に進むことになるが、存続の道を選んだとしても「純粋」の維持という目的のために種としての多様性が失われつつある結果、近い将来破滅を迎える運命にある。
Vault106
精神に変容をもたらす実験を目的とした施設。通路内から特殊な神経ガスが放出されており、幻覚と現実が交錯する。神経ガスの影響によって住民が狂い、Vaultとしての機能が破綻してしまっている。
Vault108
クローン技術の研究を目的とした施設。実験中、クローン達が『自分』以外の人間に対して凶暴化し、研究者達は惨殺された。内部は荒れ果てているがまだ施設そのものは生きており、生活できる環境が維持されているようではある。
Vault112
コンピュータシミュレーションの実験のために造られたVaultで、Vault-tec社の元研究員であるスタニスラウス・ブラウンが監督官を務め、他の居住者達とともに200年前から仮想空間「トランキル・レーン」内において生活している。他のVaultとは異なり、マップ上に表示されない。そのため、中に入るには別の場所から行く必要がある。

ピット（The Pitt）
DLC『The Pitt』を導入することで追加される新エリア。かつてピッツバーグと呼ばれた場所。
ゲーム本編でも僅かに語られている大規模かつ劣悪な重工業地帯である。住人は重労働を強いられる奴隷達とそれを支配するピット・レイダーで構成されており、働かされる者と管理する者で完全に二分している。
200年前の核戦争では大規模な被害を免れ、コンビナートや鉄工所など物理的には姿形を保っているものの、街全体に充満する濃密な放射線によって住人達は深刻な被害を受け続けている。30年前には完全な無法地帯であったこの地へ『ブラザーフッド・オブ・スティール』が武力介入を行っており、当時と比べて若干ではあるが街の治安は向上している。
管理者側であるピット・レイダーたちですら物資に困窮する過酷な環境に加え、放射能の影響と思われる一種の「病」が蔓延しており、これに罹患した者は徐々に正気を失っていき、最終的にはトロッグと呼ばれる異形のクリーチャーへと変異してしまう。
アダムズ空軍基地（Adams Air Force Base）
DLC『Broken Steel』を導入することで追加される新エリア。モデルはアンドルーズ空軍基地。
『エンクレイヴ』が占拠している最終軍事拠点のひとつ。駐屯地と言っても過言ではない規模の巨大施設であり、滑走路に鎮座する超巨大陸上空母を中心に多数の兵器と部隊が駐留している。
ポイントルックアウト(Point Lookout)
DLC『Point Lookout』を導入することで追加される新エリア。メリーランド州に実在する、ポイントルックアウト州立公園の成れの果てである湿地帯。汎用MAPの四分の一ほどの広さが有り、エリアというよりは自由に行動できる新たなフィールドである。
ピットと同様に核戦争の直接的な被害は免れているが、充満した放射線と土地のいたる箇所から噴出するメタンガスによって生態系が大きく変化し、グールともスーパーミュータントとも違う歪な外見の人種が極めて原始的な宗教観念の下で粛々と生活している。
戦前の様々な遺品が土地のいたる所に埋まっており、それらを目当てに訪れる者もいるという。しかし「現在の住民」は基本的に余所者を嫌っており、場合によっては強い排斥活動を行う。
マザーシップゼータ(Mothership Zeta)
DLC『Mothership Zeta』の舞台となる新エリア。大気圏外に浮遊するエイリアンの母艦である。
確認される生存者の風貌から最低でも16世紀頃から人間を拉致している。
拉致された人間はほとんどの場合冷凍保存され、実験用の動物と同じような扱いを受けるか、人体改造を受け生物兵器にされる。ある種のボーナスステージであるためか、世界観の具体的な説明などは無い。

## 登場人物
日本語名はコンシューマー版に準拠

### Vault101
主人公/孤独な放浪者(Lone Wanderer)
地下シェルター『Vault101』で生まれ育った。19歳になったある日、突如Vaultを脱出した父親(ジェームス)の後を追って自らも外界へ飛び出す。キャラクター作成時に性別と名前と容姿、人種を自由に設定できる。父親を探してキャピタル・ウェイストランドを旅していくうちに、自分の出生の秘密を知ることになる。
ジェームス(James)
声 - リーアム・ニーソン/吹き替え - 森田順平
主人公の父親。『Vault101』では医師兼技術者として働きながら、男手一つで主人公を育てていた。彼が『Vault101』を脱出した事が主人公の旅のきっかけとなる。主人公の設定と同じ人種になる。
キャサリン
主人公の母親。ジェームスと同じく科学者であった。主人公を出産した直後に死亡してしまう。彼女の愛好していたヨハネの黙示録21章6節の一節が、物語の重要な鍵となる。
ジョナス・パルマー(Jonas Palmer)
ジェームスの同僚で研究を手伝っている男性。かつてはジェームスに対して懐疑的だったようだが、年月を経て和解。一緒に脱出しようと試みるも監督官らに捕まり、拷問の末殺されてしまう。
老婦人パルマー(Old Lady Palmer)
ジョナスの祖母で、本名ルーシー・パルマー。内乱騒ぎの際は反乱側についている。
アルフォンス・アルモドバル（Aruhulons Almodovar）
『Vault101』の監督官(Overseer)。監督官としての責務に忠実であるがあまり、時に独裁的な行動に出ることもある。娘のアマタを溺愛している。
アマタ・アルモドバル(Amata Almodovar)
声 - オデット・アナブル
主人公の幼馴染で、『Vault101』の監督官の娘。主人公が去った後、混乱した『Vault101』の状況を打開すべく外世界との交流を主張するも父親である監督官と衝突し、『Vault101』は内紛状態となってしまう。
ブッチ・デロリア(Butch DeLoria)
主人公の幼馴染で、不良チーム「トンネル・スネーク」のリーダー。子供の頃からガキ大将で威張り屋であるが、その反面マザコン。職業適性試験「G.O.A.T.」において美容師への適性が認められるが、本人の希望は理容師。Vaultでの同じ事を繰り返す生活に疑問を抱いており、唯一『Vault101』の住人の中で主人公の行動に理解を示した。とあるサブクエストにて条件を満たすとリベットシティに移動し、主人公のカルマが中立の場合は仲間として同行させる事が可能になる。
エレン・デロリア(Elen DeLoria)
ブッチの母親。アルコール依存症に陥っておりブッチ同様他の住人からは厄介者扱いされている。ブッチにとっては誰よりも敬愛する大切な肉親だが、当の本人は息子のことを疎んじている。
Vault脱出時にラッドローチに襲われており、助けるか見捨てるかを選ぶことが可能。
ポール・ハノン(Paul Hannon)
主人公の幼馴染で不良チーム「トンネル・スネーク」のメンバーで、ハノン警備長の息子。子供の頃から主人公をブッチ・デロリアやウォーリー・マックと共にいじめていたが主体性はまるで無く、自身もよくマヌケ呼ばわりされている。「G.O.A.T.」試験以降は一切姿を現さなくなるが、主人公が『Vault101』を脱出した後にラットローチに噛まれて重傷を負ったと語られている。
ウォーリー・マック(Wally Mack)
主人公の幼馴染で不良チーム「トンネル・スネーク」のメンバーだが必ずしもブッチ・デロリアをリーダーと認めてはいない。また父親は場合によっては監督官に任命される。主人公が『Vault101』を脱出した後の内乱騒ぎでは既に「トンネル・スネーク」を抜け、監督官側についている。日本語版ではワリー・マックと呼ばれたりウォーリー・マックと呼ばれたりしており一貫していない。
アラン・マック(Allen Mack)
ウォーリーの父親。主人公が『Vault101』を脱出する時、窓越しに警備兵を呼びつけていた。
脱出時に主人公が監督官を殺害した場合、彼が新しい監督官に任命されることとなる。
Mr.ブロッチ(Mr.Brotch)
本名エドウィン・ブロッチ。教師を務めており、主人公が職業適性試験「G.O.A.T.」を行う人物。「G.O.A.T.」がデタラメな試験であることは知っている。
内乱騒ぎの際にはアマタ率いる反乱側についたが、監督官によって監禁されている。
トム・ホールデン(Tom Holden)
主人公と同様に『Vault101』から脱出しようとした人物。ただしその直後にゲートを守っていたオフィサー・オブライアンおよびオフィサー・リチャードに射殺され、妻のメリー・ホールデンも射殺された。
ヘルマン・ゴメス(Herman Gomez)
フレディの父親である警備兵で、オフィサー・ゴメスとも呼ばれる。ジェームスが『Vault101』を脱出したことにより監督官達が主人公の無力化を命令した中で唯一主人公の側につき、サブクエストで主人公が戻ってきた際にも見逃してくれる。
フレディ・ゴメス(Freddie Gomez)
主人公の幼馴染でヘルマンの息子。主人公が『Vault101』を脱出した後の騒ぎではポール・ハノンの代わりに不良チーム「トンネル・スネーク」に入っている、オフィサー・タイラーに射殺されそうになったり、アマタにキモイと罵られたりと損な役回りが多い。
スティーブ・マック(Steve Mack)
ウォーリー・マックの兄である警備兵。ジェームスが脱出をするときに一緒にいたジョナスを捕え、拷問の末に殺害した張本人。監督官の命令で独自に動いているなど、彼の腹心のような立場にいる人物。監督官への忠誠心が高い上に喜んで荒事を請け負う残忍なサディストであり、主人公を匿った監督官の娘であるアマタにさえも暴力をちらつかせた脅迫紛いの尋問を行う。また殺害しなかった場合は後に再登場することになる。
ハノン警備長(Hannon Security Chief)
監督官の命令で主人公を無力化しようとしている警備兵。主人公が『Vault101』を脱出する際に殺害しなかった場合は、後に起こる騒ぎで再登場する。
ジョン・ケンダル(John Kendall)
主人公が『Vault101』を脱出する際、事実上最初に死亡する警備兵。主人公が10歳の時に面識がある。また彼を殺害しなかった場合は、後の騒ぎで再登場することになる。
オフィサー・オブライアン(Officer O'Brian)
『Vault101』から脱出を試みようとした、トム・ホールデン達を射殺した警備兵。
オフィサー・リチャード(Officer Richards)
『Vault101』アトリウムのゲートをオフィサー・オブライアンと共に守備している。
オフィサー・ウルフ(Officer Wolfe)
監督官の命令でオフィサー・パークと共に『Vault101』から脱出する寸前の主人公を襲撃した警備兵。
オフィサー・パーク(Officer Park)
オフィサー・ウルフと共に『Vault101』から脱出する寸前の主人公を襲撃した警備兵。
オフィサー・ウィルキンス(Officer Wilkins)
『Vault101』の制御室を守っている人物。主人公が『Vault101』を脱出する時には登場していない。また彼の家族は主人公が『Vault101』を脱出した後の騒ぎで全員死亡している。
オフィサー・アームストロング(Officer Armstrong)
主人公が『Vault101』を脱出する際に、ヘルマン・ゴメスを殺害した場合のみ味方として登場する警備兵。
オフィサー・テイラー(Officer Taylor)
声- ポール・エイディング
『Vault101』では最高齢の警備兵、フレディ・ゴメスを射殺しそうになる。また彼の妻や息子であるチップ・テイラーは『Vault101』の混乱で亡くなっている。

### メガトン(Megaton)
ルーカス・シムズ(Lucass Simms)
中心に不発核爆弾が埋まっている町『メガトン』で、自称ではあるが保安官や市長を務めており、自ら銃を持って町の防衛や治安維持の指揮に当たるなど、表向きのリーダーとして住人からは頼りにされている。冷徹でやや尊大だが、街にとって有益と判断した人間に対しては寛容である。西部劇の保安官に拘りがあるのか、いつも風変りなカウボーイ風のファッションに身を包んでいる（帽子とコートはどちらもユニーク装備）。
コリン・モリアティー(Colin Moriarty)
『メガトン』で酒場を経営している情報通。アイルランドからの移民者で、若い頃はキャピタル・ウェイストランドを渡り歩いていた。『メガトン』の金や情報の流れを大元で管理し、各住人の弱みを握っているなど、町の裏の支配者でもある。金に汚く、目的のためには手段を選ばない一面を持つが、根っからの悪人ではない。主人公の出生に関する秘密を知っており、金と引き換えか汚れ仕事をするかの選択を迫る。
ゴブ(Gob)
「モリアティーの酒場」で働いているグール。元々アンダーワールド出身であり、アンダーワールドのキャロルは彼の義母である。外に出てきたところをレイダーたちに捕まり奴隷となり、モリアティーに売られたらしい。とあるイベントにてモリアティーの酒場を自分のものとし、酒場の名前も「ゴブの酒場」に変化する。
モイラ・ブラウン(Moira Brown)
声- カレン・カーボーン(Karen Carbone)
「クレーターサイド雑貨店」を経営している女性。いわゆる変人の類であり、『Vault101』を脱出してきたという主人公に強い興味を示す。荒野で生きる人々のためにサバイバルガイドの執筆をしており、完成の為の協力を依頼してくる。
依頼の内容は極めて真っ当な学術調査から非人道的な人体実験まで様々だが、本人に悪気はなく、また完成したサバイバルガイドに著者が主人公、助手がモイラと記されているなど、名声や功名心にもまるで興味がない様子。
ジェリコ(Jericho)
『メガトン』の町で生活している元レイダーの中年男性。町の守り手として非常時には銃を手に取り戦うが、それ以外は酒とタバコに時間と金を費し、モリアティーの酒場を含め様々な店にツケを溜め、町の若い女性を強引に口説きに掛かるなど、基本的にはトラブルメーカーの嫌われ者である。腕は立つらしいが口は非常に悪い。再び外の世界で暴れ回ることを夢見ており、条件次第で旅に同行させることが出来る。
Mr.バーク(Mister Burke)
声- ウェス・ジョンソン
小奇麗なスーツを着込んだ男性。「この街に対する愛着がない」との理由から、主人公にメガトン中央部にある核爆弾の起爆を働きかけてくる。密かにテンペニーやタロン社とも繋がりを持つ危険人物であり、町の実力者からも警戒されている。
日本語版では修正の都合上登場しない。また、メガトンの核爆弾を解除した場合はタロン社に主人公の抹殺を依頼する。
ウォルター(Walter)
水処理場で作業をしている老人。メガトン各地の配管の水漏れに悩まされている。水漏れを直した後は修理に使う廃棄部品を持ってくるよう依頼する。
アンディ・スタール(Andy Stahl)
食堂「ブラス・ランタン」の運営者の一人。メガトンに店を構えていることを不満に思っており、街から出ていきたいと思っている。
レオ・スタール(Leo Stahl)
「ブラス・ランタン」の運営者の一人。アンディの弟。店内で接客を行っている。ほとんどの住民には知られていないが重度の薬物中毒であり、夜中になると水処理場でハイになっている。説得を行えば薬物をやめさせられるが、黙認した場合は主人公に薬物を販売するようになる。
ジェニー・スタール(Jenny Stahl)
「ブラス・ランタン」の運営者の一人。店の外のカウンターで接客を行っている。
ルーシー・ウェスト(Lucy West)
モリアティの酒場にいる女性。アレフにいる家族に手紙を届けるよう依頼する。
クロムウェル聴罪司祭(Confessor Cromwell)
メガトンの不発弾を崇拝している宗教団体「チルドレン・オブ・アトム教」の司祭。毎日街の中央にある不発弾の前で演説を行っている。教会に寄付を行うことでカルマを上げることができる。
ネイサン・バーガス(Nathan Vargas)
メガトンの住人。今では少数派となったアメリカの愛国者であり、エンクレイヴの支持者であるのだが、周りからはあまり良く思われていない。
ストーリーを進めるととある場所にて再会できる。
マーニャ・バーガス(Manya Vargas)
ネイサンの妻。メガトンの歴史に詳しく、街の成り立ちや現状について語る。
ビリー・クルール(Billy Creel)
メガトンに住む傭兵。過去にレイダーに両親を殺されたマギーを保護し、現在はマギーの親代わりとなっている。
Dr.チャーチ(Doc Church)
診療所で患者の治療を行っている、メガトン唯一の医者。いつも無愛想な態度をとっている。元々はある場所で医者として働いていた。
ミッキー(Micky)
メガトンの入口前にいる物乞い。放射能に汚染されていない綺麗な水を欲しがっている。
『リベットシティ』と『テンペニータワー』前にも同じくカルロスとウィリーという水を求める物乞いがいるが、セリフはミッキーと同じ。
ワッズウォース(Wadsworth)
主人公が自宅を手に入れると一緒に付いてくるMr.ハンディ型ロボット。主人公に精製水を提供したり、ジョークを聞かせてくれる。

### ギャラクシー・ニュース・ラジオ(Galaxy News Radio)
スリードッグ(Three dog)
声- エリック・デラムス/吹き替え -加藤将之
ジェームスの友人で、要塞化されたバンカーから録音で放送されている海賊ラジオ『ギャラクシー・ニュース・ラジオ』の陽気なメインパーソナリティ。善行でも悪行でも主人公の行動を電波を通して世間へ伝えている。またエンクレイヴ・ラジオに対する唯一の対抗手段として、ブラザーフッド・オブ・スティールから全面的な支援を受けている。そのため、「正義の戦い」と称したブラザーフッドのプロパガンダ活動も行っている。

### リベットシティ(Rivet City)
Dr.マジソン・リー(Dr. Madison Li)
声・吹き替え -甲斐田裕子
ジェームスやキャサリンの友人であり元同僚。現在は破棄された空母を改造した町『リベットシティ』の研究ラボで汚染水の浄化研究を続けている。ややヒステリックな性格の女性。
また評議会のメンバーの1人でもある。『浄化プロジェクト』後は単身『連邦』へ旅立ち、『4』にて再登場を果たした。
Mr.バノン(Mr. Bannon)
『リベットシティ』評議会のメンバーの1人。「ポトマック洋品店」を経営している。シーグレイブとは確執がある模様。
シーグレイブ・ホームズ(Seagrave Holmes)
『リベットシティ』で雑貨店「リベットシティサプライ」を経営している。バノンとはなにやら確執がある模様。
ラナ・デンバーズ(Lana Danvers)
『リベットシティ』のセキュリティー隊の副隊長。主に夜間の警備を指揮している。
Dr.ジマー(Dr. Zimmer)
声 - ポール・エイディング
『連邦』と呼ばれる場所から脱走したアンドロイドを探しに来ている老人。性格は自己中心的かつ傲慢で、リーから浄化プロジェクトへの協力を要請されるも「下らない」と断じて拒否している。研究ラボにいるほとんどの人からは嫌われており、主人公にアンドロイドの捜索を依頼する。『4』には名前だけ登場し、インスティチュートの科学者である事が判明した。
アーミテージ(Armitage)
Dr.ジマーのボディガード。外見は人間にしか見えないが、彼も『連邦』で開発されたアンドロイドである。
ホラス・ピンカートン(Horace Pinkerton)
『リベットシティ』の分断された船首部に住んでいるとされる科学者の老人。整形手術や機械工作を得意としている。リベットシティ創立者の一人であったが、Dr.リーとの権力争いに敗れて行方をくらました。現在のリベットシティの住人はほとんどがピンカートンの存在を半ば都市伝説のように認識しており、多くは既に死んだか、行方不明になったと思っている。
フラック(Flak)
『リベットシティ』でシュラプネルとともに武器屋「フラック&シュラプネル」を経営している。元は奴隷商人であり、グロウズから奴隷として捕まえるターゲットとして指定される。
シュラプネル(Shrapnel)
『リベットシティ』でフラックとともに武器屋を経営している。フラックが奴隷として捕まると店を閉めてパラダイスフォールズに様子を見に来るようになる。クエストに関わるキャラではないが不死属性持ちの珍しい人物。
アブラハム・ワシントン(Abraham Washington)
『リベットシティ』で様々なアメリカの遺物を展示している老人。公文書館に保管されている「独立宣言書」の捜索を依頼する。
ハークネス(Harkness)
主人公が『リベットシティ』で最初に出会うセキュリティ隊の隊長。ラナ・デンバーズの上司でもあり、主に昼間の警備を指揮している。評議会メンバーの一人。本人の記憶は失われているが、とある人物と密接な関係がある。
クリフォード神父(Father Clifford)
『リベットシティ』の聖モニカ教会と呼ばれる場所にいる神父。侍祭であるディエゴの指導をしている。
ディエゴ(Diego)
クリフォード神父に仕える唯一の侍祭。アンジェラとの関係について決断できずにいる。
アンジェラ・ステイリー(Angela Staley)
『リベットシティ』で父のゲイリーと質素な飲食店を営んでいる。密かにディエゴに恋をしている。
ゲイリー・ステイリー(Gary Staley)
市場で飲食店「ゲイリーズギャレー」を営んでいる男性。美食家のシェフで、得意料理はミレルークケーキ。
シンディ・カンテッリ(Cindy Cantelli)
市場で薬屋を営む女性。夫が薬物中毒であることに悩んでいる。
ポーリー・カンテッリ(Paulie Cantelli)
シンディの夫で、重度の薬物中毒者。中毒であることは自身も自覚しているが、薬物の摂取を止められずにいる。
ベル・ボニー(Belle Bonny)
「マディ・ラダーの酒場」の店主。情報通で、住民のさまざまな情報を知っている。
ヴェラ・ヴェザリー(Vera Weatherly)
「ヴェザリーホテル」の経営者。グレイディッチにいるブライアン・ウィルクスの親戚で、展開によっては彼を保護する。
メイ・ウォン(Mei Wong)
元奴隷。奴隷商人のシスターが自分を捕まえに来たと思い怯えている。
シスター(Sister)
ホテルの泊まり客の男性。アンドロイドの情報を得るためにパラダイスフォールズから送り込まれた奴隷商人だったが、手掛かりが見つからずそのまま住みついていた。
Mr.ロペス(Lopez)
共同住宅の住人。自殺志願者であり、ブリッジタワーの最上階で思い悩んでいる。
テッド・ストレイヤー(Ted Strayer)
共同住宅の住人。父親のジェフ・ストレイヤーは過去にクロウリー、デイブ、ドゥコフとチームを組んで砦に向かった傭兵部隊の一員だった。
アンナ・ホルト(Anna Holt)
研究ラボでDr.リーの補佐を行っていた女性。浄化プロジェクト再始動の際にリーと共にジェファーソン記念館を訪れたが、エンクレイヴの襲撃で囚われてしまう。
メインクエストの終盤になるととある場所で再会できる。
ガルザ(Garza)
リーの助手で、主に力仕事を担当している男性。主人公とリーがジェファーソン記念館から脱出する際にダニエル、アレックスと共に同行するが、心臓が弱く、脱出時に体調が悪化する。
ダニエル・アジンコート(Daniel Agincourt)
リーの助手。過去に研究チームを去ったジェームスをよく思っていない。
アレックス・ダーゴン(Alex Dargon)
主人公とリーがジェファーソン記念館から脱出する際に同行する研究員。主人公に対しては友好的。
オフィサー・ラペラティア(Officer Lepelletier)
『リベットシティ』入口の『アクア・ピューラ』運送所を指揮している女性。追加DLC「Broken Steel」で登場する。

### カンタベリー・コモンズ(Canterbury Commons)
アーネスト・"アンクル"・ロエ(Ernest "uncle" Roe)
キャラバンを取り仕切る『カンタベリー・コモンズ』の代表。メカニストとアンタゴナイザーの抗争に頭を悩ませている。
ウェイストランドのキャラバン達とコネクションを持ち、彼を通じて投資をすることでキャラバンの商品の質や量を増やすことが出来る。
デレク・パシオン(Derek Pacion)
声・吹き替え  - 阿部敦
ロエの甥にあたり、彼の元で暮らす少年。メカニスト達の熱烈なファンであり、叔父達の制止にも関わらず彼らの戦いの一部始終を観戦している。
ドミニク・デルサドロ(Dominic D'Ellsadro)
元傭兵。武装して『カンタベリー・コモンズ』を守っている。
マチーテ(Machete)
ドミニクと一緒に住んでいる女性。元ランプライターで、ビッグタウンへ向かう途中でドミニクに拾われて街にやってきた。名前は敵をマチェーテでなぎ倒していく姿から付けられた。
ジョー・ポーター(Joe Porter)
『カンタベリー・コモンズ』で食堂を営む男性。ウェイストランドの上質な食材だけを取り揃えている。
メカニスト(Mechanist)
声・吹き替え - 大畑伸太郎
ロボットのコスチュームを身につけ、多数のロボットを従える変人男性。元は街のメカニックで、本名はスコット・ウォリンスキ。アンタゴナイザーとの戦いにおいて最初のうちはカンタベリー・コモンズのヒーロー扱いを受けていたものの、自身のロボットが破壊されたのをきっかけにその活動は暴走気味になり、ロボットの誤射で周囲に被害を与えてしまっている。
『4』にてメカニストの元ネタが『グロッグナック・ザ・バーバリアン』と同じ出版社から刊行された『シルバー・シュラウド』というコミックのヴィラン（敵）である事が判明する。DLC「Automatron」において同様の名前を持つ人物が追加されるが別人である。
アンタゴナイザー(AntAgonizer)
作中に登場する架空の漫画『グロッグナック・ザ・バーバリアン』の登場人物になりきって蟻の姿を模したコスチュームを身につけ、多数のジャイアント・アントを従える女性。本名はターニャ・クリストフ。街の平和を脅かす悪人として突如現れ、メカニストとの抗争に発展する。
ラッキー・ハリス(Lucky Harith)
『カンタベリー・コモンズ』を拠点に各街をまわるキャラバン。主に武器を扱う。
クロウ(Crow)
『カンタベリー・コモンズ』を拠点に各街をまわるキャラバン。主に防具を扱う。武装はしているが、戦闘が起きると一目散に逃走する。
Dr.ホフ(Doc Hoff)
『カンタベリー・コモンズ』を拠点に各街をまわるキャラバン。「名医」を自称し、主に薬品を扱う。
クレイジー・ウルフギャング(Crazy Wolfgang)
『カンタベリー・コモンズ』を拠点に各街をまわるキャラバン。主に雑貨を扱う。4人の中では修理スキルが最も優秀で、所持金も多い。

### Vault87
フォークス(Fawkes)
声 - ウェス・ジョンソン/吹き替え - 宮下栄治
地下シェルター『Vault87』で200年もの間、隔離研究施設に閉じ込められていたスーパーミュータント。普通のスーパーミュータントと同じく巨大な体と醜悪な人相を持つがFEVで変質させられてもなお人間としての知能、良心と理性、道徳を持ち合わせていたため、その事から閉じ込められていた。助けてもその場で一度別れる事になるが、フォークスを殺さなかった場合はその後、恩義を返そうとして主人公の後を追ってきた彼と再会することになり、終盤においてカルマが『善』の場合にのみコンパニオンとして連れ歩くことが出来るようになる。
劇中でのコンソールの情報や英語版の担当声優の発言から、元は女性なのではとプレイヤー達の間で騒がれていたが、開発側から元は男性だったと訂正されている。

### Vault92
リチャード・ルビン(Richards Rubin)
『Vault92』の監督官。名前のみの登場。
ジョン・マレウス(John Malleus)
『Vault92』の研究員。『Vault92』で起きた悲劇的な出来事をホロテープで伝えている。
ゾーイ・ハマースタイン
『Vault92』の居住者。売れない音楽家であったようで、『Vault92』に集められた著名な音楽家達と演奏が出来ることをとても喜んでいた。ターミナルで読める彼女の残した日記では『Vault92』の居住者がどのようにして正気を失っていったかが垣間見える。

### Vault112
Dr.スタニスラウス・ブラウン(Dr. Stanislaus Braun)
声：ディー・ブラッドリー・ベイカー
『Vault112』の監督官で、ジェームスを上回る科学技術の権威。自らが作り上げた仮想世界シミュレーションに住民を閉じ込め、支配者として君臨している。

### ビッグタウン(Big Town)
レッド(Red)
声 - カレン・カーボーン
『ビッグタウン』と呼ばれるスラム化した町にいる女医で、その名の通り赤い衣服を身に纏っている。スーパーミュータントの襲撃により誘拐され『ジャーマンタウン警察HQ』(メリーランド州)に監禁されている。また、奴隷商人にある理由から狙われている。
ショーティー(Shorty)
レッドと共にミュータントに誘拐された青年で、その名の通り身長が低い。普段は口汚いがレッドに惚れているようで、彼女の前では大人しい。
ダスティー(Dusty)
『ビッグタウン』に通じる唯一の橋の監視員。いつも奴隷商人やミュータントの攻撃を受けており、眠れぬ夜が続いている。
ビターカップ(Bittercup)
『ビッグタウン』の住民の中で、1人だけ小奇麗な服装をして化粧もしている女性。場合によっては主人公を支援してくれる。
タイムボム(Timebomb)
スーパーミュータントの襲撃で負傷し、『ビッグタウン』の診療所で死にかけている青年。スキルが高ければ治療して復活させることができる。所持しているだけで運が良くなる貴重なアイテムを持っている。
フラッシュ(Flash)
『ビッグタウン』の住人。所持している武器（32口径ピストル）をいつも自慢している。
パピー(Pappy)
『ビッグタウン』の住人。悲観的な性格で、ミュータントの襲撃で住人が誘拐されていく現状に絶望している。ビッグタウン絡みのクエストをこなすと修理屋として利用することができるようになる。
キンバ(Kimba)
『ビッグタウン』の住人。ライフルにレザーアーマーと住民の中でも充実した装備をしている（ただし、背負っているライフルはBBガン）。

### アンダーワールド(Underworld)
Mr.クロウリー(Mister Crowley)
『アンダーワールド』に住むグールの1人。過去に自分を襲ったグール狩りのメンバーを激しく憎んでおり、首魁アリステア・テンペニー、デイブ、ドゥコフ、テッド・ストレイヤーの殺害を主人公へ依頼する。
ライリー(Reilly)
傭兵部隊「ライリー・レンジャー」のリーダーである人間の女性。スーパーミュータントの襲撃によって重傷を負い、部隊のメンバーとはぐれた状態で『アンダーワールド』の病院に収容されている。
アズクハル(Ahzrukhal)
酒場を営むグールの男性。慇懃無礼で狡猾、金が第一の社会的な悪人だが、アンダーワールドの住人とは打ち解けているようである。気に入らない人物を裏でカロンに始末させている。
酒場の経営以外にも食料品を取り扱っているが、質の良くないもの安く仕入れてを高く売り付けるやり方のためか評判はよくない。展開によっては、同じく食料品を取り扱っている「キャロルの雑貨店」のグレタの殺害を依頼してくる。
カロン(Charon)
アズクハルが営む酒場の用心棒で、長身の寡黙なグール。特殊な教育を受けたらしく、「契約書」と呼ばれる書類を所持している相手には絶対服従するが、従う命令の内容は契約書に書かれている内容に準拠するため、どんな命令にでも従うというわけではないらしい。アズクハルがその契約書を所持しているため、様々な汚れ仕事をやらされているが、ただ無感情にアズクハルに従っていたわけではない。主人公がアズクハルから契約書を受け取った場合、とあるイベントを経て同行させる事が出来るようになる。
アズクハルと契約している間は主人公がどんなに話しかけても「アズクハルに聞け」としか言わない。
グリフォン(Griffin)
メインクエストを全てクリア後、DLC『Broken Steel』を導入するとアンダーワールドの入り口前に出現するグール。『アクア・キューラ』と呼ばれる水を熱のこもった宣伝文句で他のグールたちに売っている。
ウィンスロップ(Winthrop)
アンダーワールドに来た際、最初に話しかけてくる修理屋のグール。街の設備の修理を行っているが、修理部品が不足して困っている。
キャロル(Carol)
「キャロルの雑貨店」を営むグールの女性。アンダーワールドができ始めた頃から生活している最古参の住人の一人で、他の住人からは一目置かれている。2051年生まれであり先の核戦争以前に生まれ、200年以上生きていて、彼女から核戦争当時の様子や爆弾が投下された後の悲惨な様子を聞くことができる。メガトンの酒場で働くゴブの母親的存在でもある。
グレタ(Greta)
「キャロルの雑貨店」で食料品を扱うグールの女性。人の良い性格で、金儲け以上にアンダーワールドの住人たちのためを思って商売をしている。そのため金儲け第一で商売をしているアズクハルには商売敵として認識されており、展開によっては彼の依頼を受けた主人公に殺害されることとなる。
チューリップ(Tulip)
雑貨店を開いているグール女性。彼女の店で買ったアーマーを着て死んだ場合、代金を全額返金するとのこと。博物館の倉庫に保管されていた本のほとんどを読んだ事で知識を身につけ、主人公に語ってくれる。『失楽園』を愛読している。
スノーフレイク(Snowflake)
アンダーワールドの住人。元々はリベットシティで金持ち相手に商売をしていた腕利きの美容師だったが、グールに変化してしまったため客が寄り付かなくなり、アンダーワールドへやってきた。しかし、毛根細胞が死に絶えているグールはそもそも散髪の必要などないため商売にならず、一部の住人がお情けでごくたまに来店する程度という有様で、しかも実際の作業もほぼ形だけで技術を全く必要としない。その状況に辟易しており、普段はジェットという麻薬でハイになって気を紛らわせている。
クイン(Quinn)
アンダーワールドに暮らす商人であり、外に出て取引を行っている。Mr.クロウリーの秘密を知っている人物。
ウィロー(Willow)
歴史博物館の入口を守っているグールの女性。主人公を旅行者と思い込み話しかけてくる。
ケルベロス(Cerberus)
アンダーワールドの治安維持を務めるMr.ガッツィー。プログラムに忠実に従っているが、自我に目覚めており本心ではグールを嫌っている。

### パラダイス・フォールズ(Paradise Falls)
ユーロジー・ジョーンズ(Eulogy Jones)
『パラダイス・フォールズ』を取り仕切る悪名高き奴隷商人の長。仲間以外の人間は奴隷として使えるかどうかでしか判断しない冷酷非道な男だが、ビジネスの話ともなれば非常に寛容。常に2人の奴隷の女性を従えている。
フォーティ(Forty)
『パラダイス・フォールズ』の奴隷商人。実質的なナンバー2で、ユーロジーの右腕を務める男。その割りには間が抜けており、たまにユーロジーに怒られていたり、イベントで主人公に出し抜かれたりする。
グロウズ(Grouse)
『パラダイス・フォールズ』入口の警備員。洗脳兵器メスメトロンで奴隷を捕獲する仕事を主人公に持ちかける。メスメトロンの弾薬は彼から購入する以外では入手できないため、死なせてしまうと二度と入手出来なくなる。
クローバー(Clover)
ユーロジー・ジョーンズに仕える奴隷の女性の一人。ユーロジーの事を「ダーリン」と呼び依存しており、常識とは少しズレた価値観を持っている。ユーロジーのボディーガードでもあり、剣の扱いに優れ接近戦を得意とする。主人公のカルマが悪の場合は金で買う事が出来、それ以降は仲間として同行させる事が可能となる。
ユミル(Ymir)
『パラダイス・フォールズ』の奴隷商人。ハイテク兵器のハンマーを持っている。一見すると豪快で陽気な性格だが、極度の癇癪持ち。イベントにおいて、水で薄めて誤魔化した酒を売っていたというバーテンを怒りのまま殴り殺す。
ジョタン(Jotun)
『パラダイス・フォールズ』の奴隷商人。ユミルの息子で、父と同じハンマーを持っている。会話が不自由なのか、話掛けても単純な一言台詞しか言わず、他の奴隷商人との会話も押し黙ったままでいることが多い。
カロリーナ・レッド(Carolina Red)
『パラダイス・フォールズ』にいる女性の奴隷商人。ショットガン片手に奴隷ビジネスに浸る。
プロント(Pronto)
『パラダイス・フォールズ』で武器屋を経営する男。奴隷商人たちから売却される武器を商品にしているが、余り物の武器ばかり売却されるため商品の状態や品揃えは悪い。品質改善のために主人公に部品を取るための中国軍のアサルトライフルを集めてくるよう依頼する。
フランク(Frank)
『パラダイス・フォールズ』で働いていたバーテン。初めて訪れた際のイベントで、酒を水で薄めて誤魔化していたとして、怒り狂ったユミルに殺害されてしまう。
ローリー・マクラーレン(Rory Maclaren)
収容されている奴隷の一人。問題を起こし、防護シェルターに閉じ込められている。誘拐されたリトル・ランプライトの住人であるペニーに気に入られている。

### テンペニータワー(Tenpenny Tower)
アリステア・テンペニー(Allistair Tenpenny)
核戦争後においても奇跡的に被害の少なかった高級ホテル『テンペニータワー』のオーナーでMr.バークの雇い主。高層のバルコニーで優雅に暮らす老人だがその本性はどす黒く、道楽で様々な悪事に手を染めている。狙撃の腕前に優れ、毛嫌いしているグールを狙い撃って楽しんでいる。
チーフ・グスタボ(Chief Gustavo)
『テンペニータワー』のセキュリティー部隊の隊長。入居を求めてくるグールたちを危険視し、一掃したいと考えている。
ロイ・フィリップス(Roy Phillips)
『テンペニータワー』に入居を求めるグールたちのリーダー格。同じグールに対しての仲間意識が高く信頼されている一方、仲間のグールいわく「人質などいらん、皆殺しにしろ」の一言で表現できるというほど、敵と見なした相手には情け容赦がない激しい性格。テンペニータワーに住むのに十分なキャップを用意しているにも関わらず、頑なに入居を拒むテンペニータワーの住人たちを憎んでいる。
ハーバート・”冒険野郎”・ダッシュウッド(Herbert "Daring" Dashwood)
声 - ポール・エイディング
「冒険野郎」の愛称で親しまれ、数十年前からキャピタル・ウェイストランドの各所を渡り歩いてきた冒険家。現在は引退しており、テンペニータワーの客室で現役時代のトロフィーに囲まれ晩年を過ごしている。かつての相棒であったアーガイルというグールの安否を気にしている。当時の彼の活躍はギャラクシー・ニュース・ラジオにてバラエティドラマ仕立てで放送されている。
冒険者であったためか、他のNPCに比べHPや戦闘関連のスキルが高めに設定されている。
アンソニー・リン(Anthony Ling)
『テンペニータワー』の服屋を営んでいる男性。やたらとオネエ口調で喋る。グールの入居には反対している。
リディア・モンテネグロ(Lydia Montenegro)
『テンペニータワー』で雑貨屋を営む女性。アンソニーと同じく、グールの入居には反対している。
マーガレット・プリムローズ(Margaret Primrose)
『テンペニータワー』で「カフェ・ド・モンド」を営む女性。グールの入居には反対しない。
スーザン・ランカスター (Susan Lancaster)
『テンペニータワー』のペントハウスに住む娼婦。その正体は逃げ出した元奴隷商人で、とあるクエストにて捕まえることになる。
マイケル・ホーソン(Micheal Hawthone)
『テンペニータワー』の住民で、ラウンジに入り浸っている酒好きの男性。グールの入居には反対しない。
Dr.バンフィールド(Doctor Banfield)
『テンペニータワー』の医師。グールの研究をしたいと思っているため入居には反対しない。
マイケル・マスターズ(Micheal Masters)
『ワーリントン駅』にいるグールで、ロイの仲間。ロイに助けられた過去があり、それ以後彼に絶対の信頼を置いている。展開によってはテンペニータワーに移り住み、アンソニーの店を引き継ぐ。
ベッシー・リン(Bessie Lynn)
『ワーリントン駅』にいるグールで、ロイの恋人。グール化する前は自他共に認めるほどの美女だったらしい。展開によってはテンペニータワーに移り住み、リディアの店を引き継ぐ。

### 地雷原(Minefield)
アーカンソー(Arkansas)
スナイパーライフルで武装し、地雷原の高台に陣取る老人。気が狂っており、地雷原に侵入した者を問答無用で狙撃する。また、物陰に隠れても近くの廃車を撃ってその爆発に巻き込ませようとするなど、狡猾な一面も持っている。地雷原の名の通り大量に敷設された地雷と相まって、開けた場所から同地に進入するのは自殺行為。過去に付近を通りかかった奴隷商人を殺したため、グロウズから奴隷として捕まえるターゲットに指定される。
実は地雷原がかつて人の住む町だった頃にそこの住人だった人物で、当時はまだ少年だった。奴隷商人の襲撃を受けて町が壊滅した中、ただ一人運良く生き残るもショックから精神に異常をきたし、以後ずっと近づく者を見境無く襲うようになってしまった。町中に地雷を敷設して地雷原に変えたのもこの老人の仕業である。

### ユニオン・テンプル(Union Temple)
ハンニバル・ハムリン(Hannibal Hamlin)
奴隷商人の元から脱走してきた男性。同じ境遇の奴隷たちを集め『ユニオン・テンプル』という名の施設で保護している。しかし人数が増えて今の施設では匿いきれなくなったため、リンカーン記念館を新天地と定め、館を占領するスーパーミュータントの討伐を主人公へ依頼する。
名前の由来はリンカーン内閣で副大統領を勤めたハンニバル・ハムリン。
ケイレブ・スミス (Caleb Smith)
奴隷商人の元から脱走してきた元奴隷。石工としての才能があり、リンカーン記念館のリンカーン像（損壊しており、頭部だけがユニオン・テンプルにある）の修復を目指す。
名前の由来はリンカーン内閣で内務長官を務めたケイレブ・ブラッド・スミス。

### オアシス(Oasis)
ハロルド(Harold)
キャピタル・ウェイストランドのどこかにある緑生い茂る地『オアシス』に生きる人面樹。長い退屈とツリーマインダーたちから無意味に神と崇められている事に嫌気が差し、主人公に自分を殺してほしいと依頼する。実は過去のFalloutシリーズに登場した同名のキャラクターと同一人物。何かの原因で頭から木が生え、それに体全体を乗っ取られている。
ツリーファーザー・バーチ(Tree Father Birch)
ツリーマインダーのリーダー。オアシスを秘匿すべきだと思っており、ハロルドの心臓を衰弱させるよう依頼する。
リーフマザー・ローレル(Leaf Mather Laurel)
バーチの妻。バーチとは逆にオアシスを広げるべきだと思っており、ハロルドの心臓を活性化させるよう依頼する。
ブランチデンター・リンデン(Branchtender Linden)
ツリーマインダーの一人。元はB.O.S.アウトキャスト隊員だったが、部隊が壊滅して一人生き残った。ローレルの考えに賛同している。

### リトル・ランプライト(Little Lamplight)
マクレディ市長(Mayor MacCready)
リトル・ランプライトの市長を務める少年。保安官を兼任しており、兵士さながらの装いで街を警備している。
本名はロバート・ジョセフ・マクレディ(Robert Joseph MacCready)。住人からはRJという愛称で呼ばれている。10年後の『4』でも登場する一人。
ジョセフ(Joseph)
リトル・ランプライトでは最年長の少年で、兄弟分達の教育係を務める他コンピュータに関する知識も豊富に持つ。
プリンセス(Princess)
リトル・ランプライトの『殺人通り』に続くバックゲートを守っている高圧的で意地の悪い性格の少女。名前は前市長に就任した際に自ら名乗った物であるが、就任後5分でマクレディにその座を奪われた。
スクイレル(Squirrel)
パラダイス・フォールズに子供奴隷として捕らえられている少年。脱出計画を立案するなど利口な一面、子供らしい生意気な態度で主人公に接してくる。
ペニー(Penny)
ジョセフの妹にあたる少女で、パラダイス・フォールズに幽閉されている子供の一人。本名はペネロペ(Penelope)
エクレア(Eclair)
リトル・ランプライトにてレストラン『スペランカーズ』を切り盛りする少年。
ルーシー(Lucy)
リトル・ランプライトで医者を務める落ち着いた物腰の少女。
サミー(Sammy)
パラダイス・フォールズに囚われている少年。リトル・ランプライトに戻った後はプリンセスと共にバックゲートの警備に就く。
バンブル(Bumble)
リトル・ランプライトでは最年少の住人。ルーシーの妹分で、彼女から医療の知識や技術を学んでいる。

### アレフ(Arefu)
エヴァン・キング(Evan King)
『アレフ』の入口でファミリーの襲撃に備え見張りをしている男。街を仕切っているが、消極的な対応が多く住民にあまり信頼されていない。ルーシーの息子、イアンを捜索するよう依頼する。
イアン・ウェスト(Ian West)
ルーシー・ウェストの息子。ヴァンスと同じ吸血鬼であり、狂気に駆られて両親を殺害してしまい、ヴァンスに保護された。
ケン・ユーワーズ(Ken Ewers)
アレフの住民で、口の悪い男。アレフの問題を解決すると修理屋として装備の修理を行うようになる。
ブレイリー・ユーワーズ(Brailee Ewers)
ケンの妻。精神を病んでおり、クッキーと言いながらブリキ缶を渡したり、料理しているつもりで家財を破壊するなど、狂った言動や行動が多い。
カレン・シェンジー(Karen Schenzy)
アレフの住人。ウェイストランドにあるいくつかの施設の情報を知っている。

### メレスティ・メトロ(Meresti Metro Station)
ヴァンス(Vance)
地下鉄の『メレスティ駅』を拠点としている一団「ファミリー」のリーダー。彼のファミリーの掟は「獲物の肉ではなく血液を求める」「光を見つめない夜の住民」という、吸血鬼のような存在である一方、「無益な殺人はしない」という掟も持ち合わせている。事件を起こしたイアンを保護しており、ファミリーの一員に加えようとしている。
ロバート(Robert)
「ファミリー」の一員で、ヴァンスのボディガード。駅構内への入口の見張りを担当している。
アラン(Alan)
「ファミリー」の一員。クエストの展開によってはアレフを守るために派遣される。
カール(Karl)
「ファミリー」の一員で、駅の一角に店を構える商人。客がほとんど訪れないため商売はうまくいっていない。

### デイブ共和国(Republic of Dave)
デイブ(Dave)
『ウェストランド』の遥か北東で“共和国”（実体は数名からなる小さなコミューン）の大統領を務めている男性。民主主義を掲げているが、実際は独裁者に近い。元傭兵で、ハンティングライフルを好んで使いながら『ウェイストランド』を旅していた。主人公に選挙の手伝いをするよう依頼する。
ボブ(Bob)
共和国の警備を務める、デイブの副官。デイブに不信感を抱いているが、ナンバー2という立場への拘りから表には出していない。ただし、唆すと選挙に出馬する。
ロージー(Rosie)
デイブの妻。ボブと同じく唆すと選挙に出馬する。
ジェシカ(Jessica)
デイブの第二夫人。ロージーに恨みを持っている。
シャウナ(Shawna)
デイブが過去に集めた品を展示している「デイブ博物館」の管理人。子供たちにデイブを讃える講義を行っている。

### ギルダーシェイド(Girdershade)
シエラ・ペトロヴィタ(Sierra Petrovita)
『ギルダーシェイド』の高架下に住居を構える、ヌカ・コーラを愛する熱狂的なコレクター。ヌカ・コーラのことを語り出すと、我を忘れて悦に入ってしまうほか、家にはヌカ・コーラグッズが溢れている。主人公に「ヌカ・コーラ・クアンタム」の捜索を依頼する。
10年後の『4』に登場する一人で、かつてのボストンから少し先にあるヌカ・コーラをテーマにした彼女にとっては夢のようなテーマパーク「Nuka World」を見に行くために旅に出ている。
ロナルド・レイレン(Ronald Laren)
『ギルダーシェイド』に住む男。シエラに惚れているが、「良い人」止まりでそこから先は全く進展していない。その実態は女好きのスケベ男で、シエラに惚れているというのも下卑た欲望に基づくものである。彼女をモノにすべく、主人公に集めたヌカ・コーラ・クアンタムを自分に渡すよう依頼してくる。

### アンデール(Andale)
ジャック・スミス(Jack Smith)
アンデールの住民。街を訪れる人に友好的に接するが、主人公が街の秘密を知ると態度が一変する。
ビル・ウィルソン(Bill Wilson)
アンデールの住民。ジャックとは兄弟。
老人ハリス(Harris Smith)
離れた家に一人で住んでいる老人。妻には先立たれている。町の秘密を知る人物であり、主人公にすぐさま町から立ち去るよう警告する。

### ブラザーフッド・オブ・スティール(Brotherhood of Steel)
エルダー・リオンズ(Elder Lyons)
声・吹き替え - 遠藤大智
エルダーの称号を持つ、武装組織『ブラザーフッド・オブ・スティール』キャピタル・ウェイストランド(ワシントンDC)地区の総司令である老人。B.O.Sの幹部の中でもかなりの穏健派・人道的な人物であり、組織本来の目的よりも悪人やスーパーミュータントに占領された地域の奪還、住人の保護を優先させている。また、アウトキャストの造反も半ば仕方の無いものとして黙認している。しかし、若い頃は苛烈な性格で『ブラザーフッド』のエルダーらしいエルダーだった。本名はオーウェン・リオンズ(Owyn Lyons)。
センチネル・リオンズ(Sentinel Lyons)
エルダーの娘でセンチネルの称号を持つ。『ブラザーフッド』のエリート部隊『リオンズ・プライド』隊長。慎重な父と違って武闘派であり、スーパーミュータントや『エンクレイヴ』撲滅のために血気流行る面を見せる。『浄化プロジェクト』終盤において、主人公と共に高濃度の放射線に汚染され昏睡状態に陥ってしまう。本名はサラ・リオンズ(Sarah Lyons)。
パラディン・ガニー(Paladin Gunny)
パラディンの称号を持つ『ブラザーフッド』の教官。彼の訓練を受けた者は重装甲のパワーアーマーを装着できるようになる。
スターパラディン・クロス(Star Paladin Cross)
スターパラディンの称号を持つ熟練の戦士で、モヒカンヘアーが特徴的な色黒の40代女性。19年前にとある任務でジェームスを護衛していた事があり、「父と同種の人間」であることを認めさせると、護衛として同行させる事ができるようになる。
スクライブ・ロスチャイルド(Scribe Rothschild)
エルダー・リオンズの盟友で『リバティ・プライム』補修の総責任者。主人公へG.E.C.K取得のための重要な手がかりを与える。
ナイト・キャプテン・ギャロウズ(Knight Captain Gallows)
エリート部隊『リオンズ・プライド』の1人、担当は特殊任務、彼自身は非常に無口で、彼の本名を知る者は1人もいない。
ナイト・キャプテン・コルビン(Knight Captain Colvin)
エリート部隊『リオンズ・プライド』の1人。担当はスナイパー。
ナイト・キャプテン・ダスク(Knight Captain Dusk)
エリート部隊『リオンズ・プライド』の1人、担当はスナイパー。どうも2キロ先の敵を仕留められるらしい。
パラディン・コディアック(Paladin Kodiak)
エリート部隊『リオンズ・プライド』の1人。本名はグレッグ・ベア。担当は大型武器など。Pittで生まれた。
パラディン・グレイド(Paladin Glade)
エリート部隊『リオンズ・プライド』の1人。担当は大型武器。ギャロウズの本名を当てるゲームを考えたのは彼らしい。
イニシエイト・レディン(Initiate Reddin)
エリート部隊『リオンズ・プライド』の新人で、強気で自分勝手な性格。ギャラクシー・ニュース・ラジオの広場の戦いで、バスの爆風に巻き込まれて死亡する。
イニシエイト・ジェニングス(Initiate Jennings)
エリート部隊『リオンズ・プライド』の一員。ギャラクシー・ニュース・ラジオの攻防戦で死亡する。
スクライブ・ジェームソン(Scribe Jameson)
要塞で研究を行うスクライブの1人。人員不足のため、主人公に戦死したBOS隊員のホロタグを回収するよう依頼する。
パラディン・ホス（Paladin Hoss）
フォールズ教会付近でスーパーミュータントと交戦している男性。退路を断たれたイニシエイト・ベックの救出を主人公に依頼する。ストーカーのようにどこまでも付いて来るようになってしまうバグがある。
イニシエイト・ペック(Initiate Pek)
ホスに指導されている訓練生。スーパーミュータントの襲撃を受けてオフィスビルに逃げ込んだ。
スクライブ・ヤーリング(Scribe Yearling)
『アーリントン図書館』で歴史資料を探しているBOSのスクライブ。元々は要塞にいたが、上司の怒りを買って飛ばされた。資料となる戦前の本を買い取ってくれる。
従者マクソン(Squire Maxson)
シタデルに住んでいる、リオンズの従者を務める少年。本名はアーサー・マクソン。その名字が示す通り、BOSの創設者であるロジャー・マクソンの子孫にあたる。『4』ではBOSの新たなエルダーとして登場している。
パラディン・ジェンセン(Paladin Jensen)
DLC『Broken Steel』を導入すると登場する。バニスター砦でタロン社の傭兵達に捕えられている隊員。

### ブラザーフッド アウトキャスト(Brotherhood outcast)
キャスディン護民官(Protector Casdin)
『ブラザーフッド・アウトキャスト』のリーダー。元は『ブラザーフッド・オブ・スティール』のメンバーで優秀なパラディンだったが、組織の任務や本分よりも人道・穏健路線を優先するエルダー・リオンズとの意見が合わなくなったため造反。志を同じくする複数のメンバーを引き連れ、アウトキャストを設立した人物。本名はヘンリー・キャスディン。
ある場所でイベントを起こすと彼と取引が可能になり、機械部品やパワーアーマー、エナジーウェポンを引き換えに様々な弾薬や回復アイテムを貰えるようになるが、アウトキャストのパワーアーマーを所持していると強制的に没収される。一定以上の取引を行って信頼を得ると、本部インディペンデンス砦への出入りを許可してもらえる上、アウトキャストのパワーアーマーを所持していても没収されなくなる。
マクグロウ護民官(Protector McGraw)
DLCクエスト『Operation Anchorage』に登場するアウトキャストの指揮官。ウェイストランド南部にて、アンカレッジ作戦で使用された「ロストテクノロジー兵器」が眠る地下施設を発見。しかし、兵器が保管された倉庫の扉は施錠され破ることが出来なかったため、地下施設を前哨基地に改装して外敵の侵入を防ぎつつ、扉を解錠する方法を調べている。義理堅い性格だが優柔不断な一面もあり、部下からの受けは余りよくない。
ディフェンダー・ロックフォウル(Defender Rockfowl)
ブラザーフッド・アウトキャストのメンバー。大型武器を担当している、また名前のついたキャラクターでありながら死亡しても数日経てば復活する。本名はロココ・ロックフォウル。
ディフェンダー・モーガン(Defender Morgan)
ブラザーフッド・アウトキャストのメンバー。インディペンデンス砦でレイダーと交戦している。ロックフォウルと同様死亡しても数日経てば復活する。本名はアンネ・マリー・モーガン。
ディフェンダー・モリル(Defender Morrill)
DLCクエスト『Operation Anchorage』に登場するブラザーフッド・アウトキャストのメンバー。キャピタル・ウェイストランド中に救難信号を発信している、この信号を検出した主人公が向かう事でDLC、Operation Anchorageのストーリーが始まる。
ディフェンダー・シブリー(Defender Sibley)
DLCクエスト『Operation Anchorage』に登場するブラザーフッド・アウトキャストのメンバー。マクグロウ護民官のやり方を生温いと断じて不満を抱いており、対立している。また、同じくマクグロウ護民官に不満を持つ他のメンバーを扇動して密かに徒党を組んでいる。彼らの不満は主人公がアンカレッジ・シミュレーションをクリアした際の、報酬の山分けの為反対する。アウトキャストも一枚岩では無いようである。
専門家オリン(Specialist Olin)
DLCクエスト『Operation Anchorage』に登場するブラザーフッド・アウトキャストのメンバー。ブラザーフッド・オブ・スティールのスクライブにあたる技術者の女性だが、全編を通じて登場するアウトキャストの技術者は彼女のみである。前哨基地における解析作業をメインで担当している。『オペレーション・アンカレッジ』のクリア後は、修理屋として利用することが出来るようになる。

### エンクレイヴ(Enclave)
ジョン・ヘンリー・エデン(John Henry Eden)
声 - マルコム・マクダウェル/吹き替え - 秋元羊介
合衆国大統領を名乗り、ラジオを通して忠誠を誓うよう人々へ呼びかけている謎の人物。ウェイストランドで彼の名を知らない者は少ない一方で誰もその素顔を知る者はおらず、プロパガンダ放送も戦前の放送を録音したものと思われている。
アウグストゥス・オータム大佐(Colonel Augustus Autumn)
『エンクレイヴ』の全権を持つ大佐。主人公の父が研究していた汚染水浄化装置に異常な関心を持ち、研究を乗っ取ろうと企てる。エデンに対しては表向きは忠実な部下として振舞っているが、時に彼の命令を無視し独断で兵士に指示を下すなどエデンに対しては少なからず不信感を持っている。
ウィリアムス中尉(Lieutenant Williams)
『レイブン・ロック』にいるエンクレイヴの士官。牢屋から脱出した主人公を発見して脅してくるが、説得や賄賂などさまざまな方法でやり過ごせる。

### タロン社(Talon Company)
至高のオーバーロード・ジャブスコ(Commander Jabsco)
バニスター砦にいるタロン社の司令官。普通のタロン社傭兵よりも耐久力が段違いに高い強敵で、ユニーク装備のオッカムのナイフ(Occam's Razor)とタロン・コンバットヘルメットを持つ。彼を殺害してもタロン社の傭兵達の行動に変化は無い。なお、DLC Broken Steelを導入後は「ジャブスコ司令」と改名されている。

### オペレーション・アンカレッジ(Operation Anchorage)
主人公
シミュレーション内で主人公が操作する兵士。噂では彼のモデルはアンカレッジ作戦に参加した、『4』の主人公ではないかと言われている。
ベンジャミン・モンゴメリー軍曹(Sergeant Benjamin Montgomery)
シミュレーション開始時に共に戦う兵士。不死属性どころか、敵の攻撃が全てすり抜けてしまう夢のような無敵属性の持ち主。
チェイス将軍(General Chase)
アンカレッジ・シミュレーションで登場する将軍。本名はコンスタンティン・チェイス。彼から作戦の詳細を聞く事が出来る。
モーガン少尉(Lieutenant Morgan)
アンカレッジ・シミュレーションで登場する兵士。本名はトーマス・モーガン。作戦本部で襲撃する敵の情報について解説を聞ける。
Dr.アダミ(Dr. Adami)
アンカレッジ・シミュレーションで登場する軍医。本名はアドリエン・アダミ。中国軍との不利な戦況による兵の士気の低下への対策として、兵士たちにドラッグの使用を行った。
兵舎長(Quartermaster)
アンカレッジ・シミュレーションで登場する、基地で装備の管理を行う兵士。作戦本部のターミナルで希望の装備を選び、彼に話しかけると装備を支給してもらえる。
従軍記者(Correspondent)
アンカレッジ・シミュレーションで登場する記者。基地を訪れ、兵士達3人の写真を撮影していく。なお、この写真はアンカレッジ記念館にある石像のモデルとなっている。
ジンウェイ将軍(General Jingwei)
シミュレーションのラスボスとして登場する中国軍の将軍。高圧電流の流れるショックソードを装備している他、シミュレーションとはいえ人間離れした体力を持つ。間の抜けた甲高いエセ中国人風のしゃべり方をする中国軍兵士に比べて、彼だけが低音の渋い声でしゃべる（ただし、戦闘中の声は通常の中国兵と同じ）。

### ピット(The Pitt)
ワーナー(Wernher)
声・吹き替え - 江戸清仁
『ピット』と呼ばれる場所から『ウェイストランド』まで脱走してきた奴隷。主人公に奴隷王アッシャーを討伐し、彼らが秘密に研究している治療薬を手に入れてくるように頼む。奴隷解放のための活動と反乱の準備を指揮しており、『スチールヤード』に隠れ家を構えている。一応正道なポジションに立つ人物なのだが、利己的な言動が目立つなどどこか怪しさも感じさせる。
その正体は、かつてアッシャーの右腕として『ピット』の副司令官を務めていた男。実力でナンバー2の座を勝ち取った有能かつ腕の立つ人物だが、同時に目的のためには手段を選ばない野心家でもある。トップに立つために反乱を起こそうとしたが失敗して捕えられ、奴隷身分に落とされたという過去を持つ。未だに再起を狙っており、奴隷たちの反乱企図に加担しているのも自らの野心に利用するために過ぎない。
イスマイル・アッシャー(Ishmael Ashur)
声・吹き替え - 近藤史一
『ピット』の支配者である黒人の男性。彼が所有する兵器製造工場の運営に必要な労働力を得るため、パラダイス・フォールズと通じ多くの奴隷を仕入れ、文字通り死ぬまで働かせている。しかし、工場の運営と奴隷たちの拘束・酷使は、『ピット』を取り巻く問題と悲惨な状況を解決して、同地を平和で豊かな地域にするためにやむを得ず行っている処置らしい。その一環として、部下には奴隷たちを「労働者」と呼ばせるよう徹底したり、治療薬が完成した暁には奴隷たちを解放すると宣言している。
実は30年前の『ブラザーフッド・オブ・スティール』によるピットへの武力介入時、エルダー・リオンズ率いる襲撃部隊に所属していた過去を持つ。アッシャーの着ているアーマーはその時の名残りだが、経年劣化により変色している上に欠損部分を別パーツで補っているので元のパワーアーマーの面影は薄い。
サンドラ・クンダニカ(Sandra Kundanika)
アッシャーの妻であり、治療薬の研究者でもある。普段はインテリらしい冷静な振る舞いだが、レイダー出身者のため戦闘ともなれば蛮勇さを剥き出しにする。
マリー(Marie)
アッシャーとサンドラの間に生まれた生後間もない一人娘。治療薬の研究と密接に関係している。
ミディア(Midea)
『ピット』で働かされている奴隷達のリーダー的存在の女性。ワーナーを『ウェイストランド』に行かせたのも彼女である。大きな事件の背後には必ず彼女がいるとして、アッシャーに警戒されている。ワーナーと共に奴隷解放のための活動と反乱の準備をしており、内部の奴隷たちの取りまとめ役をしている。ワーナーの真意には感付いているらしく、反乱を奴隷側の勝利に導いた際には彼の好きにはさせないと語っている。
ミリー(Milly)
『ピット』で働かされている奴隷の一人。親友のワイルド・ビルが『スチールヤード』から帰ってこないことを心配している。
ワイルド・ビル(Wild Bill)
『ピット』で働かされている奴隷の一人。『スチールヤード』での労働作業に志願したが、作業から戻って来ていない。
マルコ(Marco)
『ピット』で働かされている奴隷の一人。製鋼所で働いており、密かに反乱用の武器である「オートアックス」を製造している。
カイ(Kai)
『ピット』で働かされている奴隷の一人。食料を提供してくれる。
クレンショウ(Krenshaw)
アッシャーの右腕で、『ピット』の副司令官。奴隷達が反乱を起こすことを常に心配している。
メックス(Mex)
『ピット』入口のメインゲートを守るレイダーの一人。奴隷として潜入する場合、彼に全ての所持品を没収される。
レダップ(Reddup)
『ピット』のレイダー。レイダーの仲間入りをする形でゲートを抜けた場合、彼に全ての所持品を奪われる。
所持品を奪われた場合、ストーリーを進めると復讐することも可能。
ジャクソン(Jackson)
『ピット』のレイダー。主人公がピットを訪れてすぐのミディアとの会話中に宿舎に割り込んでくる。
エベレット(Everett)
『ピット』の一角にある『スチールヤード』での労働作業の管理を担うレイダー。
エリア内に100個配置されている「鉄のインゴット」を彼に渡すと、数量に応じて様々な見返りをくれる。
フライデイ(Friday)
『ダウンタウン』に住む女性。ピットで唯一の修理屋として利用できる商人。
ハリス(Harris)
『ダウンタウン』の屋上にある酒場のバーテン。
フェイドラ(Faydra)
『ピット』のレイダー。『穴ぐら』での試合の受付を担当している。
ジョン・ベア、グラッド・ベア(John Bear、Grudd Bear)
穴ぐらでの2回戦の対戦相手として登場する兄弟。ジョンはデスクローガントレット、グラッドは火炎放射器を手に襲いかかる。
グルーバー(Gruber)
穴ぐらでの3回転の対戦相手として登場する解放奴隷。奴隷から勝ち上がり、穴ぐらの王座に君臨している。高性能の「ガンマシールドアーマー」「インフィルトレイター」を装備している。
ラムジー(Ramsey)
『列車トンネル』の前にいる奴隷商人。ユーロジーの命令で、『パラダイス・フォールズ』からピットへの商品である奴隷を連れてきた奴隷商人たちのリーダー。
プロスパー(Prosper)
ラムジーが商品として連れてきた奴隷の一人。

### Broken Steelの登場人物
パラディン・トリスタン(Paladin Tristan)
声・吹き替え - 江戸清仁
『エンクレイヴ』殲滅作戦の指揮官。
スクライブ・ヴァリンコート(Scribe Vallincourt)
『ブラザーフッド』の研究員。『エンクレイヴ』が持つデスクロー制御装置をハッキングする機械の開発をしている。
スクライブ・ビグスリー(Scribe Bigsley)
声・吹き替え - 近藤史一
『浄化プロジェクト』が実行された後、浄水施設の『ジェファーソン記念館』で監督官を務めている人物。仕事には忠実だが不眠不休の作業が続いているせいか、彼の表情には脱力感が漂っている。また一部の者へ『アクア・ピューラ』を横流ししているとの噂もある。

### ポイントルックアウト(Point Lookout)
フェリー乗りのトバル(Tobar the Ferryman)
ウェイストランドとポイントルックアウトを往来するフェリー「ダッチェス・ガンビット」号の船長兼操縦士。チケットを購入した者を船に乗せ、目的地まで輸送する。
ポイントルックアウトで大量の「プンガフルーツ」を仕入れて各地で売って利益を上げているが、フルーツの詳しい仕入れ手段は謎に包まれている。
デズモンド・ロックハート(Desmond Lockhart)
『カルバート邸』の居住者であるイギリス人のグール。密教団「トライバル」に襲われ、屋敷を通りかかった主人公へ助けを求めてくる。グールでありながらも頭脳明晰かつプライドの高い紳士であり、辛辣な口調をもって主人公を扱き使う。
ネイディーン(Nadine)
母マーガレットに反発し、宝探しのためウェイストランドからポイントルックアウトへ渡った女性。話すより先に行動するタイプであり、狡猾な性格。オレンジ色の髪が特徴。
ジャクソン(Jackson)
『アーク&ダウ・カテドラル』を本拠とする教団「トライバル」のリーダー。トライバルのメンバー達に指示を出しており、カルバート邸を攻撃するよう指示を出したのも彼である。
ヘイリー(Haley)
商店「ヘイリーズ・ハードウェア」を営む男性。商人として売買や修理を行う。スワンプフォークとも取引している。
装備している防具の都合上、ロード画面を挟むたびに修理スキルが徐々に上昇していき、最終的に100になるというバグがある。
パナダ(Panada)
『ポイントルックアウト埠頭』の近くにある商店「ハウス・オブ・ウェア」を開いている女性。神からのお告げを聞き、主人公が来ることは知っていたと語る。
マルグリット(Marguerite)
先祖から受け継いだ密造酒を作っている女性。主人公に材料となるプンガフルーツ、小麦、核分裂バッテリーを持ってくるよう依頼する。地元生まれのためスワンプフォークとは敵対していない。
プリック(Plik)
沿岸の洞窟でハンティングクラブを経営しているグール。金を払うことで大量のフェラルグールをハンティングするゲームを楽しむことができるが、命の保証はない。
オバディア・ブラックホール(Obadiah Blackhall)
『ブラックホールの館』に住む、「クリブニー」と呼ばれる書物を求め続ける謎の老人。主人公に「クリブニー」の捜索を依頼する。
マーセラ(Marcella)
『災害救済キャンプ』にて、主イエスの教えを説く女性の求道者。彼女もまた「クリブニー」の在処を探し続けている。主人公に「クリブニー」の横流しを依頼する。
カルバート教授(Professor Calvert)
核戦争以前にアメリカ政府を牛耳っていた名家の党首。デズモンドとの間には深い確執がある。
ワン・ヤン(Wan Yang)
中国から派遣されたスパイ。多数の偽名を使って潜伏していた。
Mr.チャン(Jiang)
中国から派遣されたスパイ。ワン・ヤンと協力して任務を遂行するはずだった。

### マザーシップゼータ(Mothership Zeta)
ソマー(Somah)
主人公が拉致されるより少し前にUFOの墜落現場から拉致されたウェイストランド人。機械技術に長ける。本作屈指の優秀な修理屋であり、Repeairの値がMAX値の100であるため、どんなに状態の悪い装備もたちどころに最高の状態にしてくれる。ただし、利用出来るのはDLCの最中だけであり、クリアすると宇宙船から居なくなってしまうため利用出来なくなる。また、宇宙船内部はまとまった額のキャップの入手がほぼ不可能なため、正規のやり方で利用する場合は計画的に行わなければならない。
サリー(Sarry)
2077年の核が落とされた日に妹ともども拉致されたアメリカ人の少女。度々監視の目をかいくぐって宇宙船の中を探検しているため、内部構造にある程度精通している。
エリオット(Elliott)
アンカレッジ作戦に参加していたアメリカ陸軍の衛生兵。作戦中、部隊が全滅する直前に隊員もろとも拉致された。
ポールソン(Paulson)
西部開拓時代頃に家族共々拉致されたと思われるアメリカ人。家族を殺したエイリアンを憎み、復讐を誓う。生きた時代が時代なだけに、彼の装備は全てユニーク品である。
トシロー・カゴ(Toshiro Kago)
16世紀頃に拉致されたと思われる日本人の武士。日本語で喋るため、ソマー達は何を言っているのか理解できない。剣術の腕前は確かで、装備面で圧倒的に勝るエイリアンを相手に刀だけで多数斬り伏せるという戦い振りを見せる。鎧や兜、刀など、ポールソン同様全身ユニーク装備に身を固めている。
原語版でも字幕は日本語のローマ字綴りであり、ソマー達が理解できないという設定になっている。
ベケット新兵(Beckett)
エリオットの部下の一人。助け出せば共に戦えるが、既にエイリアンの生体実験を受けているため長くは生きられない。
ダニエルズ軍曹(Daniels)
エリオットの部下の一人。助け出せば共に戦えるが、こちらも長くは生きられない。

### その他のキャラクター
ドッグミート(Dogmeat)
『ジャンクヤード』で、レイダー達に、スカベンジャーだった飼い主を殺害されたオーストラリアン・キャトル・ドッグ。現場へたまたま遭遇した主人公に懐き、そのままついて行くようになる。虹彩異色症である。
ドッグミートの子犬(Dogmeat's Puppies)
特定Perkを手に入れることで出現する犬。ドッグミートが死亡すると、その子供がVault101に出現する。親と比べて体力が高く、何度でも復活する。
ケラー・ファミリー(Keller Family)
2077年、核戦争勃発の時に生きていた家族。Vaultへの入植を拒否されてしまい、なんとしても安全な場所へ避難しようと様々な考えを巡らし行動していた。フィールドには当時の彼らの記録を綴ったホロテープ(Holotape)が5つ散在している。また彼らの内の1人とは、とある場所において遭遇することになる。
Dr.ウェストン・レスコ(Dr.Weston Lesko)
『マリゴールド駅』でジャイアント・アントの調査を続けるはぐれ研究員。アリを小さくする実験を行った結果、失敗して火を噴くジャイアント・アントを生み出してしまう。しかし、本人に罪の意識はほとんどない。
ブライアン・ウィルクス(Bryan Wilks)
『グレイディッチ』に住んでいた少年。街がファイアーアントに襲撃され、逃げてきた。家に残った父親を心配しており、主人公に様子を見に行くよう頼む。
アンクル・レオ(Uncle Leo)
『ウェイストランド』のどこかで遭遇するスーパーミュータント。フォークスと同様、高い知性と理性を持っており友好的である。殺戮や争いの無意味さを仲間に説こうとしたが、反発され命からがら脱走してきたらしい。
輸送作業長ミロ(Milo, Shipping Fareman)
『ヌカ・コーラプラント』にいるMr.ハンディ型ロボット。ヌカ・コーラ・クアンタムの配送先のリストを保存している。
ゴーリー・レドックス(Goalie Ledoux)
『レッドレーサー工場』に現れる、ギャング「オーバータイム・サドンデス」のリーダー。ヌカ・コーラプラントで死亡したウィンガー・メルシェに「ヌカ・コーラ・クリアのレシピ」を探すよう命令した人物で、彼の代わりにレシピを持っていくことで取引ができる。
ザ・ローチ・キング(The Roach King)
『地雷原』の北東にいるラッドローチ好きのサイコパス。多数のラッドローチを従え、主人公を襲う。
サム・ウォリック(Sam Warrick)
神出鬼没のスナイパー。スナイパーライフルを使って見境なくモンスターや通りすがりの人間を撃ち殺している。
メル(Mel)
『ウェイストランド』を放浪する小心者の強盗。コンバットショットガンを手にして主人公を脅してくる。主人公の能力によっては怖がって逃げ出してしまうが、キャップを渡すことも可能。
なんでも屋のジョー(Tinker Joe)
ロブコ施設の近辺で商売をしている商人。機械関連に強い。複数のロボットを護衛として連れており、RL-3軍曹を販売してくれる。
RL-3軍曹(Sergeant RL-3)
テンペニータワー周辺で売られている、Mr.ガッツィー型の戦闘用ロボットをカスタマイズしたもの。購入すると仲間として同行する。『軍曹』と呼ぶに相応しい軍人口調で旅を盛り上げてくれる。近距離では火炎放射で複数の敵を焼き払い、遠距離ではプラズマ弾と距離を選ばない強力な武装を持つ半面装甲が脆弱であるという欠点をもっていたが、DLC『Broken Steel』導入を導入すると仕様が変更され、能力が強化された。
ライアン・ブリック(Ryan Brigg)
『ジュリー通りメトロ駅』の内部でモールラットの肉とワンダーグルーの研究をしている。長期間の研究の末に美味なモールラットの肉を作ることに成功し、地上で店を構えようとしていた。
ドゥコフ(Dukov)
アンカレッジ記念館の近くにある家に住んでいる元傭兵。酒と女が何より大好きな陽気な性格。常に酔っているためかテンションが高く、愛人二人を侍らせて面白おかしく生活を送っている。
ベン・カニング(Ben Canning)
主人公に水を求める男性。他の物乞いと違い、汚れた水でも満足してくれる。水を渡した後はキャラバン隊と同じルートを回るようになる。
『浄化計画』後はリベットシティの『アクア・ピューラ』運送所のそばに出没する。
アガサ(Agatha)
音楽を愛する老婆で、ラジオ番組の放送も行っている。主人公に『Vault92』にある、世界で最後の一挺になった「ストラディバリウス」のバイオリンを回収してくれるよう依頼する。
リロイ・ウォーカー(Leroy Walker)
『リンカーン記念館』を占拠している奴隷商人たちのリーダー。パラダイス・フォールズからハンニバルら脱走奴隷を探しに来ている。リンカーンの遺物も探しており、主人公に捜索を依頼する。
サイラス(Silas)
『リンカーン記念館』を占拠している奴隷商人の一人で、リロイの部下。記念館に近づいた主人公に警告を与える。
グレイディ(Grady)
『マリゴールド駅』で白骨死体となっている男。重要なアイテムをマリゴールド駅に隠しており、それを『ギルダーシェイド』のロナルドに持っていくよう記録したテープを残している。
ラグ・ナット(Lug Nuts)
『マリゴールド駅』の地下鉄でグレイディの隠したアイテムを取ると現れるレイダーらしき人物。主人公に取得したアイテムを自分に渡すよう脅す。
シドニー(Sydney)
『公文書館』に独立宣言書を探しに来た傭兵。主人公に自分と手を組むよう持ちかける。クエストを終えると『アンダーワールド』で武器屋を開く。なお、協力を拒むと後に相方を連れて復讐に来る。
バトン・グインネット(Button Gwinnett)
『公文書館』の金庫フロアにいる、頭にウィッグを付けたプロテクトロン。独立宣言書の第二の署名者である「バトン・グインネット」を名乗り、保管されている宣言書を守っている。元々は客への観光案内、歴史の再現劇への出演、館内の警備を担当していたが、これらの命令をまとめて認識してしまっている。
マーフィー(Murphy)
『北西セネカ駅』に住んでいるグール。ジェットを超える「ウルトラジェット」の材料となるシュガーボムを欲しがっており、ある程度持っていくとウルトラジェットを販売してくれる。
スマイリング・ジャック(Smiling Jack)
『エバーグリーン・ミルズ』のバザーにいるレイダー。レイダーではあるが主人公に対して友好的で、売買や修理を行ってくれる。
スパークルばあちゃん(Grandma Sparkle)
『ヴィルヘルム埠頭』でならず者を主な客とする店を経営している、陽気な老婆。シチューを得意料理としており、その味の良さは出入りのレイダーからも絶賛されているほど。手下にミレルークを狩らせ、その肉を商売道具にしようとしているらしい。
シルバー(Silver)
『スプリングベール』にある小さな農場に住んでいる女性。以前はメガトン在住でモリアティの酒場に勤めていたが、娼婦仕事に嫌気が差し逃げ出した。モリアティに借金があり、彼から依頼を受けた場合は彼女から借金の取立てを行うことになる。
ヴィクトリア・ワッツ(Victoria Watts)
アンドロイド保護団体「レールロード」のメンバー。Dr.ジマーの依頼を受けてアンドロイドの捜索を行う主人公に接触し、部品を渡してアンドロイドが死んだことにするよう依頼する。
ドリフター(Drifter)
『ディカーソン・タバナクル礼拝堂』にいるスナイパー。ユニーク武器のバックガード・ライフルを所持している。元は『オアシス』の住人だった。
ドノヴァン(Donovan)
「ライリー・レンジャー」の一員で、エンジニア。ステーツマンホテルの屋上で救助を求めている。
ブリック(Brick)
「ライリー・レンジャー」の一員。ユニーク武器のユージーン(ミニガン)を所持している。
ブッチャー(Butcher)
「ライリー・レンジャー」の一員。医療を担当している。
セオ(Theo)
「ライリー・レンジャー」の一員。ステーツマンホテル内で罠にかかり死亡する。
プライム(Prime)
『技術博物館』にパスワードを隠した男。ターミナルに隠された3つのパスワードを発見すると『ジュリー通りメトロ駅』にある店で落ち合おうというメッセージが見つかるが、主人公が到着した時にはすでに死んでいる（彼の死体はユニーク武器のクサンロング・アサルトライフルを所持している）。
アーガイル(Argyle)
ハーバート・ダッシュウッドと共にウェイストランドを旅していたグール。「シェイディサンズシャッフル」というスリ渡しが得意技。ダッシュウッドの忠実な従者であったが、過去の混乱でダッシュウッドと離れ離れになってしまった。『ロックオーポリス』にて彼を発見することができる。
ギブソン(Gibson)
レ・エンファントにあるオフィス内で死んでいる男。地雷原にある家のミニチュア模型に使える鍵を持っている。ゲームソフト『スナッチャー』の登場人物がモデルとなっている。
トーチャー(Torcher)
MDPL大型中継ステーションに住み着いている、火炎放射器を装備したレイダー。彼の装備しているマスクはユニーク装備。
守護天使(Mysterious Stranger)
特定のPerksを獲得することで現れる私立探偵風の男性。手にはマグナムリボルバーを持ち、10%の確率でV.A.T.Sでの戦闘中に加勢してくれる。リボルバーは凄まじい威力が設定されており、敵を一撃で粉砕してくれるが、お世辞にも命中率は良いとは言えない。

## コンパニオン

### 概要
コンパニオンとは、NPCの中で、特定の条件を満たすことで旅に仲間として同行させることが出来るようになるキャラクターのことであり、犬のドッグミートやロボットであるRL-3軍曹といった、人間ではない者も含まれる。
仲間にするための条件は様々だが、一度でもそれを満たしてしまえば、普通に話し掛けるだけで同行させることが可能となる。ただし、何人かのキャラクターは仲間にする条件を満たした後でも、カルマが一定の状態でなければ同行させることができない。基本的に同行させることが可能な人数は一人だけだが、例外としてドッグミートだけは他のコンパニオンと一緒に連れ歩くことが可能。敵の攻撃によってHPが無くなった場合死亡し、二度と復活することはない。また、キャラクターの中にはある条件下で解雇してしまうと再同行ができなくなる者もいる。
コンパニオンには、その場での待機や積極的な攻撃、近接攻撃と射撃攻撃の切り替え、回復アイテムを与える、散策など、特定の指示を出すことが可能。また、ドッグミート以外は主人公と同様にアイテムを持たせることが可能だが、限界重量を超える量を持たせることは出来ない。
コンパニオンによってステータスや固定の初期装備が異なっている。コンパニオンの初期装備はCNDの劣化や敵の攻撃によって弾き飛ばされることがなく、銃の場合弾薬は無限であるが、同時に外すこともできない。また、渡したアイテムが武器や防具だった場合、各コンパニオンの専用装備よりステータスが高いものに限り自動で装備してくれるが、何を装備するかまでは指定することは出来ない。また、初期装備以外の銃を使わせる場合別途弾薬も持たせる必要があるほか、コンパニオンの種族によって特定の武器や防具を装備できないこともある。
各コンパニオンには、ステータスに合わせて得意武器が設定されており、該当する系統の得意武器を持たせた上でそれに即した攻撃指示を出した場合、攻撃力が上がるだけでなく、AIの行動パターンの精度が向上（カバーアクションや引き撃ちなどを行ってくれるようになる）し、攻撃の命中率や生存性が向上する。逆に持っている武器が不得手なものだった場合、攻撃力や命中率が下がるだけでなく、AIの行動パターンも突っ込むだけになるなど杜撰なものになってしまう。

### 主なコンパニオン
ドッグミート
犬のコンパニオン。仲間にする条件は最も緩く、ジャンクヤードですぐ同行可能となる。
唯一他のコンパニオンと一緒に同行させることが可能だが、アイテムを預けることも装備させることも出来ない。しかし、ドッグミートだけに出せる「アイテムの探索」指示があり、これを実行すると周囲を走り回って近くに落ちているアイテムを拾って来てくれる（場合によっては施錠された金庫の中にあるものですら拾ってくる）。外見や行動パターンは敵として出てくる犬と一緒のため、探知能力が高く、アクティブ状態だと敵にいち早く気付いて攻撃を仕掛けに行くので、隠密行動のお供には不向き。
戦力としては、犬だけに攻撃手段は近付いての噛み付きのみ。足が速いため敵への到達は速く、集団戦となると先行しがちで敵の集中攻撃を受け易い。HPは高い方なので多少の数相手なら囮に使えないことはないが、それでも開けた場所での混戦や敵の装備が強化された段階では死亡する危険性が高くなる。ただし、DLC『Bloken Steel』導入後は主人公のレベルに連動してHPが強化されるようになり、最終的にはデスクローと1対1で殴り合っても余裕で競り勝つほどの驚異的なタフネスを有するようになる。
死亡した場合は他のコンパニオン同様復活しないが、DLC『Bloken Steel』導入後に取得できるあるPerksを所持していると待機場所に「ドッグミートの子犬」が代わりに出現する。外見やコンパニオンとしての性能は親と全く変わらないが、親よりもHPが強化されており、更に死んでも何度でも再び出現する。
ジェリコ
メガトン在住なので人間コンパニオンの中では最初に出会う可能性が高いであろう人物。カルマが『悪』の状態で話しかけると、1000キャップ支払うことで同行させることが出来るようになるが、一端別れて再び同行させるにもカルマが『悪』の状態でなければならない。
固定の初期武器に中国軍アサルトライフルを所持しており、これは同時に彼の得意武器でもあるため、別途武器を与えずとも安定した火力を発揮してくれるのが最大の利点。重火器と近接武器も得意武器としており、戦闘面に関してはかなり優秀。固定の初期防具はレザーアーマーなので序盤ならタフネスもそこそこだが、そのまま使い続けるなら防具の交換は必須である。
タバコを持たせておくと待機モーションで喫煙を始める（顔を覆う頭防具を装備させていても吸う）。
クローバー
パラダイス・フォールズにいる女性コンパニオン。奴隷であるため、ユーロジー・ジョーンズから1000キャップで購入することで同行させることが可能だが、カルマの状態が『悪』でなければならない。購入後は、カルマの状態に関係なく同行させることが可能。
中国軍の剣とソードオフショットガンを固定の初期武器としており、得意武器も剣という接近戦特化の珍しい性質を持つ。とにかく敵に接近しなければ性能を発揮出来ないため、屋外など開けた場所での戦いは総じて苦手とし、逆に屋内では安定した立ち回りを見せる。ただし、背丈の低いドッグミートとは違って主人公の射線を塞ぎ易いため、他のコンパニオンに比べていまいち使い勝手が悪いという欠点を持つ。また、固定の初期防具もただの服であるため、防具の交換は最初から必須である。
運用には趣味の域も含まれるコンパニオンだが、固定の初期防具のDR値が低いため、最も多くの種類の防具を装備させることが可能。
カロン
アンダーワールドにいるグールの男性コンパニオン。雇い主であるアズクハルから一定額のキャップを支払い購入するか、彼の依頼を受けることで同行させることが可能となる。仲間にする際も、再び同行させる際にもカルマの状態は無関係。
コンバットショットガンを固定の初期武器として所持するが、独自の性質を有するユニーク仕様となっている。その性能は弾の拡散度が極端に低い代わりに、遠距離でもダメージが変わらない遠近両用である。同時に得意武器でもあり、ジェリコ以上に距離や場所を問わない安定した火力を発揮してくれる。初期防具はレザーアーマーなので、仲間にする時期では防具の交換は必須。
ブッチ・デロリア
Vaukt101帰還イベント終了後にリベットシティで話しかけると同行させることが可能となる。ただし、仲間にするのもその後の再同行もカルマが『中立』でなければならない。
最初から10mmピストルを所持しているが実は固定ではなく、人間コンパニオンの中で唯一固定の射撃武器を持たない。そのため、射撃武器を持たせる場合には弾薬の受け渡しも必須。実弾系の武器を得意武器としているため、火力は低いが遮蔽物のある場所ではそれらを積極的に利用して戦おうとするので、被弾率は割りと低め。また、コンパニオンの中で唯一格闘武器の適正がある。反面、他の人間コンパニオンに比べると体力がやや低い。
理容師志望だったためか、彼のみ指示することでいつでもどこでもタダで散髪してもらえる。また、固定の初期防具のDRはクローバーに次いで低く、多くの種類の防具を装備させられる。
スターパラディン・クロス
B.O.S.隊員である女性コンパニオン。ストーリーを一定まで進め、カルマが『善』の状態で彼女の質問に答え、父親と同種の人間であることを認めさせると同行させることが可能となる。ただし、再同行の場合にもカルマ『善』でなければならない。
人間コンパニオンの中では唯一パワーアーマーを固定の初期防具として装備しており、同時に基本体力も最も高く、タフネスは人間コンパニオン中最高クラスでとにかく撃たれ強い。固定の初期武器はレーザーピストルとパワースレッジを所持しており、アクティブ状態でもとにかくパワースレッジに持ち替えて接近戦を挑もうとする行動パターンが特徴である。しかし、実はパラメーター上では近接武器の適正は皆無で、実際の得意武器はエナジー系武器などの遠距離武器。そのため、戦闘の際には射撃戦指示をデフォルトで出しておく方がいい。タフネスに特化した性質を有しているコンパニオンなので、固定武器の火力はジェリコやカロンに一歩譲る面がある。
RL-3軍曹
ドッグミート同様の非人間コンパニオン。ロブコ工場の近くを徘徊している「何でも屋のジョー」から1000キャップで購入することで同行可能となる。その後はカンタベリー・コモンズを待機場所とする。仲間にする場合も再同行もカルマは無関係。
ロボットなので武器・防具を装備させることは一切できない。Mr.ガッツィーのカスタマイズバージョンということもあり、同様に遠距離ではプラズマガン、近距離では火炎放射器で戦うので火力が高く、どの距離でも安定して戦うことが可能。しかし、振り向き速度が人間コンパニオンに比べて遅く、攻撃が後手に回ると対応が遅れがちであり、火炎放射は確かに強力だが、その広い攻撃範囲で主人公を巻き込む危険性も高い。また、「紙装甲」と揶揄されるほどHPが低く、人間コンパニオンのような回避行動は取らないため、油断するとすぐに死ぬという致命的な欠点を有している。ただし、ドッグミートと同じくDLC『Broke Steel』を導入することで主人公のレベルに連動してHPが強化されるようになり、人間コンパニオンを大きく凌ぐタフネスを得るようになる。
また、なんでも屋のジョーが死亡した状態で解雇すると敵対状態になり、二度と仲間にできなくなってしまう。
フォークス
ストーリー終盤、Vault87で捉われている彼を助けると一時的に同行、その後レイヴンロック脱出時に駆けつけて来て正式に同行可能となる。ただし、再同行のためにはカルマが『善』の状態でなければならない。
種族がスーパーミュータントであるためか、人間コンパニオンと非人間コンパニオンの中間のような性質を持ち、武器は装備出来るが、防具を装備させることはできない。全コンパニオン中最強の戦闘力を誇り、固定の初期武器もガトリングレーザーという破格振り。更に、同時に得意武器としている他、あまり目立たないが接近戦武器の扱いも得意とする。ガトリングレーザーの弾幕と火力をAIの超エイムで距離に関係なく安定して当てていくため、開けた場所では主人公ですら容易には出せないDPSを発揮し続ける。反面、その性質と重火器故の取り回しの悪さから、攻撃が後手に回ったり狭い屋内では対応が遅れがちとなる。タフネスも非常に高く、大抵の相手は一人でも勝手に倒してしまうほどの打たれ強さを誇る。
DLC『Broken Steel』導入後はドッグミート、RL-3軍曹と同じく主人公のレベルに連動してHPが強化されるようになり、従来の人間コンパニオンを大きく凌ぐほど強化されるドッグミートやRL-3軍曹ですら足元に及ばないほどのHPを有するようになる。あまりにHPが高すぎて、いかなる難易度でも戦闘で死ぬことはほぼ皆無となる。

## 敵

### クリーチャー
放射能の影響や実験などで生まれたモンスター。その多くは元々普通の生物だったものの末裔。近接攻撃主体で遠距離を攻撃する手段を持たないものが多く、基本的に突っ込んできて殴り掛かってくるだけなど行動パターンも単純。しかし、優れた移動速度やタフネス、攻撃力などでそれを補っており、相手によっては銃で武装した人間キャラとは比較にならない脅威となることもある。
デスクロー(Deathclaw)
大戦前に米軍が、ジャクソンカメレオンを人工的に変異させ索敵殲滅作戦用として開発した動物兵器。主人公の走りを凌駕する移動速度に加え、規格外とも言える極めて高い攻撃力を誇る。DLC未導入の状態では、雑魚としては最強クラスの敵。
エンクレイヴのキャンプでは洗脳装置を取り付けられて操られたデスクローが出現することもある。
ヤオ・グアイ(Yao Guai)
クロクマの子孫が突然変異したクリーチャー。スーパーミュータントに並ぶ体力の高さと足の速さを誇り、デスクローに次いでウェイストランドで恐れられる生物の一種。デスクローの劣化版とも言うべき存在で、中盤までは難敵の一角である。
しかし、方法次第では飼いならすことも出来るようで、稀にスカベンジャーが連れ歩いていることがある。
ミレルーク(Mirelurk)
甲殻動物が変異して生まれた二本足で歩く人型の水棲生物。分厚い殻に全身を覆われているため（ダメージを半減する効果がある）、僅かな弱点部分を攻撃しないことには討伐は難しい。最もよく見かけるものは白色だが、大柄で茶色っぽいミレルーク・ハンター、ヌカ・コーラプラントにのみ出現する青色のヌカ・ラークなど多数の亜種も存在する。肉は食用になるようで（放射能を含んではいるが）美味。食肉市場でも高い人気を誇るらしく、アンカレッジ記念館の地下では商人達が食用としてミレルークを飼育していたのが確認されている。
本来の呼び方はマイアラークであり、『NV』でも修正されなかったが8年後の『4』にてマイアラークにようやく修正された。
ミレルークキング(Mirelurk King)
更に人型に近い形に変異したミレルーク。耐久力が高くなった他、中遠距離攻撃として怪音波を発射してくる。
モールラット(Mole Rat)
巨大化したハダカデバネズミの子孫。地上でもよく遭遇するが、主な生息域は地下鉄や下水の施設内など暗所が多い。脅威となり得るほどの攻撃力は持ち合わせていないが、ウェイストランド各地の住民からは害獣として厄介物扱いされている。肉は食用になるが「お腹の中で動き回る」と言われるほど味の評判は良くない。
ラッドローチ(Rad Roach)
放射能の影響で巨大化したゴキブリの子孫。人間にも積極的に襲い掛かってくるようになり、無防備な状態で噛まれると重傷を負う事や死に至ることもあるようである。
巨大化したことにより可食部が多くなったようで食料が常に欠乏しているウェイストランドに於いては貴重な食料にもなり得るが、味の評判は良くない。
ブロートフライ(Bloatfly)
放射能の影響で巨大化したハエ。高速で飛び回りながらウジ虫弾を飛ばして攻撃してくる。攻撃力・耐久力共に極めて低い雑魚敵だが、ラッドローチよりも更に的が小さく、しかも高速で動き回るため、遠距離からフリーエイムで攻撃を当てるのは難しい。
ラッドスコルピオン(Rad Scorpion)
巨大化したサソリ。すばしっこく、攻撃力も防御力もあるため序盤においては危険なクリーチャー。時折、更に巨大化して耐久力と攻撃力が上がった巨大ラッドスコルピオンや、Broken Steelを導入することでアルビノ個体であるブリーチ・ラッドスコルピオンが出現する。アルビノ種は驚異的な耐久力とデスクロー並みの攻撃力を持つ強敵。
ジャイアントアント(Giant ant)
放射能の影響で巨大化したアリ。攻撃は接近しての噛み付き攻撃のみと単調だが、複数現れることが多いため、装備が整っていない内は油断禁物。その場からは動かず、威力の高い液弾を飛ばしてくる一際巨大な女王アリもいる。また、イベントで戦うことになる亜種のファイヤーアントは、噛み付きだけでなく火炎放射攻撃も行ってくるので、通常種とは危険度が段違いになっている。
バラモン(Brahmin)
放射能の影響によって双頭になった牛の子孫。乳は貴重品のようで多くの居留地にて家畜として飼育されているほか、牧場の跡地などで野生化している個体も多いが、鈍足で攻撃も体当たりしか出来ないためにレイダーや他のクリーチャーに頻繁に襲われる。
凶暴な犬(Vicious dog)
凶暴な野犬。放射能の影響をほとんど受けておらず、外見の変化等はない。攻撃力や耐久力はそれほど高くないが、知覚が非常に発達しており遠くからでも発見されやすい。レイダーやスカベンジャーに飼われている個体も存在する。
スワンププルーク(Swamplurk)
DLC『Point Lookout』で出現するクリーチャー。ミレルークキングの強化型で、遠距離では超音波ではなく酸を吐いて攻撃してくる。

### ロボット
機械系の敵。その多くは戦前人々の生活を支える存在として利用されていたものの生き残り。一般的な生物系の敵に比べて基本防御力が高く、実弾系の銃器攻撃のダメージを軽減する耐性を持つが、逆にエナジー系銃器による攻撃には弱い。また、機械だけに攻撃手段は射撃武器が主体なので火力が高く、先手を取られると被弾が避けられないことも多い。
プロテクトロン(Protectron)
古めかしい外見の二足歩行の人型ロボット。戦前に治安維持や警備などで幅広く利用されており、地下鉄やスーパーにも可動可能な状態で保管されている。そこそこ威力の高いレーザーを撃ってくるが命中精度が低く、遠距離ではほとんど当たらない。耐久力も低く、耐性を持つ実弾銃でもあっさり撃破できるためロボットの中では弱い部類。背中にあるコンバットインヒビターを破壊すると混乱状態になり、目につくものすべてに攻撃を行うようになる。
作中に登場するプロテクトロンは一般向けに開発されたものであり、純粋な戦闘用ではない。別に存在する戦闘用プロテクトロンはより人間に近い人型をしており、性能的にもこちらの方が遥かに優れているとされる。
ロボブレイン(Robobrain)
キャタピラ駆動の下半身を持ち、思考回路に有機脳を流用したロボット。プロテクトロンより耐久力が高く、主に屋内に出現する。主な攻撃手段は腕についているレーザーだが、近距離で頭から撃ち放つ輪状のレーザーは、ヒットすると高確率で頭部に重傷を負う。なお、声は女性のものが使われている。
Mr.ハンディ(Mister Handy)、Mr.ガッツィー(Mister Gutsy)
タコのような姿をしたロボットで、バーニアによって宙に浮いたままホバー移動する。Mr.ハンディは主に一般家庭で召使ロボとして雑務に利用されていた民間用で、多くの街で運用されている。Mr.ガッツィーはMr.ハンディーの戦闘用モデルで、昔の戦争映画の兵士のような喋り方が特徴。Mr.ハンディーは移動速度の割りに火炎放射による近接攻撃しか行わないため対処は楽だが、Mr,ガッツィーはロボブレイン以上の耐久力を持ち、近距離では火炎放射攻撃、遠距離ではプラズマ弾と隙の無い攻撃を仕掛けてくる強敵。
警戒ロボット(Sentry bot)
ロボブレイン同様、キャタピラ駆動の下半身（三脚装輪走行）を持つロボット。ロボット系の中では最強の火力と耐久力を持ち、ミニガンとミサイルランチャーで激しい攻撃を浴びせてくる。終盤になると、ミニガンがガトリングレーザーに変わったタイプが出現するので、ますます脅威となる。反面、旋回性能が悪いという弱点を持つ。
ドローン
DLC「Mothership Zeta」のマップでのみ出現するロボット系の敵。船内各所にあるドローンポッドを起動すると出現する。エイリアンたちが宇宙船内の整備や警備などに利用している模様。耐久性は低めで、V.A.T.S.などを使って急所を狙うとあっさり沈む。ノックバック効果を持つ格闘攻撃を行うサポートドローン、壁や床をバウンドする特殊な炸裂弾を撃つガーディアンドローン、ガーディアンドローンのユニークタイプである試作兵器ドローンの3種類が存在する。この内、ガーディアンドローンからはエイリアン武器の一種であるドローンキャノンを、試作兵器ドローンからはユニークドローンキャノンを回収可能。
ガーディアンドローンの撃つ特殊な炸裂弾は、狭い通路などで戦うことが多い宇宙船内ではかなり厄介な攻撃なので、出来るだけ発見される前に倒すよう心掛けよう。戦闘態勢に移行したエイリアンにドローンポッドを起動されると敵対するが、自分が起動すると護衛として味方にすることも可能。ただし、耐久力の低さゆえ大した戦力にはならない。

### ヒューマノイド
無名のNPC、もしくは人間から変異したモンスター。クリーチャーと大差ないものもいるが、その多くは武器を使って戦い、遮蔽物や数の差を利用した頭脳的な行動を行うなど、他種の敵とは異なる脅威となる。
レイダー
序盤から終盤を通して、ウェイストランドの至る所に出現する無法者たち。複数で行動し、こちらを発見すると意気揚々とプレイヤーに向かって突撃してくる。
装備は場所によって様々だが、主にバット、32口径ピストル、10mmサブマシンガン、コンバットショットガンなどで、数は少ないが火炎放射器やミサイルランチャーを装備した者もいる。ある程度ダメージを受けたり、持っている武器を壊されると怯えて逃げ出すこともある。
タロン社の傭兵
タロン社に所属する傭兵。主人公のカルマが善の場合に遭遇イベントが発生し、以後定期的に屋外で出現するようになる。フィールド上ではランダムに3~5人の編成で出現する他、特定の場所から出てきた場合に3人組で待ち伏せしていることもある。また、都市部に拠点を構えていたり、ワシントンDCでは議事堂やタコマ公園などでスーパーミュータントと激しい戦闘を繰り広げており、これらは主人公のカルマに関係なく出現する。
装備はコンバットナイフ、中国軍アサルトライフル、レーザーライフルなどで、レイダーに比べて装備が充実している上、遮断物をうまく利用するなど行動パターンが厄介になっている。防具はタロン社仕様の黒いコンバットアーマーを装備しているため、耐久力も高め。また、3人組の集団で現れることが多く組織的に行動するので、主人公の装備が整っていない内はかなりの強敵となる。DLCを導入すると耐久力が大幅に上がった傭兵が出現するようになる。
女性のタロン社傭兵も存在するが、コルベガ工場など一部の施設に死体として出現するだけであり、敵として出現することはない。
レギュレーター
悪人狩りを生業とする組織の賞金稼ぎ。主人公のカルマが悪の場合に遭遇イベントが発生し、以後定期的に屋外で出現するようになる。
武器や行動パターンはタロン社傭兵と同じだが、防具の性能が劣るためこちらのほうが弱い。
B.O.S.
先述のブラザーフッド・オブ・スティールのメンバーたち。戦闘員は全員パワーアーマーに身を包み、ガトリングレーザーやミニガンといった強力なレーザー兵器や重火器を装備していることが多い。イニシエイト、ナイト、パラディンの3種類がいる。
パワーアーマーの高い防御力を活かして組織戦を展開する手強い相手だが、敵対行動を取らなければ戦うことはなく、例え敵対しても、一定期間が経過すると元に戻る。ただし、活動領域を市街地に限定しているため、市街地での探索やイベント以外でその姿を見掛けることはない。
通常の敵とは違い、死ぬと二度と復活しない（要塞付近で警備を行っているB.O.S.隊員は例外）。
B.O.S.アウトキャスト
先述のブラザーフッド・アウトキャストのメンバーたち。B.O.S.同様戦闘員は全員がパワーアーマーを装備し、武器や行動パターンもほぼ一緒。B.O.S.とは異なり、ウェイストランド各地の巡回を行っているため、出会う頻度はこちらの方が多い。
B.O.S.と同じく敵対行動を取らなければ戦うことはない相手だが、一度でも敵対行動を取ると、そのままずっと敵対状態となってしまい、解除することも出来なくなる。プロテクトロン、ロボブレイン、警戒ロボット（それぞれアウトキャスト仕様の塗装が施されている）を護衛として連れていることが多い。
B.O.S.とは違い、死んでも復活する。
エンクレイヴ
先述のエンクレイヴのメンバーたち。戦闘員であるエンクレイヴ・ソルジャーは前述のB.O.S.系戦闘員の完全上位互換とも言うべき存在で、パワーアーマーの高い防御力とプラズマライフルなどの優れた武器による高い火力のまま、カバーアクションや引き撃ちを駆使するなど、より高度な戦闘行動を行う。イベントを進めるとウェイストランド各地にキャンプが設営され、遭遇イベントなどもランダム発生するようになる。戦闘員の他、士官であるエンクレイヴ・オフィサー、研究員のエンクレイヴ・サイエンティストも出現する。
オフィサーはプラズマピストルやプラズマグレネードを装備しているが、戦闘員よりも防具の性能が低く、サイエンティストはレーザーピストルで武装こそしているが戦闘が起きると戦わずに逃げ出してしまうことが多いため戦闘員に比べると脅威ではない。
DLCを導入すると、更に高い性能のパワーアーマーや火炎属性の新武器「ヘビーインシネーター」を装備したエンクレイヴ・ヘルファイアトルーパーが出現するようになる他、イベントを進めていなくても、単独行動の戦闘員と遭遇するようになる。
フェラル・グール
理性を失い、凶暴化したグール。知能や言語能力はほぼ完全に失われており、グール種以外の相手に見境なく襲い掛かる。基本的に走って近づいてきて殴るだけの単調な攻撃しかしないが、上位種には耐久力が高いフェラル・グール・ローマーや、耐久力が高く放射能を纏った厄介な個体である光りし者もいる。
DLCを導入すると、本作最強の敵とも目されるフェラル・グール・リーヴァーが出現するようになる。低難易度でも装備の整った主人公の体力を数回の攻撃で奪い去る攻撃力、ミニ・ニュークの直撃にも余裕で耐える耐久力、主人公の走りを凌駕する移動速度、遠距離への攻撃手段、光りし者同様の放射能を纏う能力、そしてそれ以上に他のグールと共に至る所に集団で出現することなど、それまでのどの敵をも遥かに凌ぐ脅威となる。
DLC『Point Lookout』のマップではフェラルグールと同じ性質を持つスワンプグールが出現する。
スーパーミュータント
先述のスーパーミュータントたち。他の一般的な武器を使うヒューマノイド系の敵と比較して、基本耐久力が高く、格闘武器や重火器の扱いに優れる。また、撤退しにくく、ダメージを受けてもギリギリまで粘って戦い続ける。上位種にスーパーミュータント・ブルート、スーパーミュータント・マスターがおり、上位種になるほど耐久力や攻撃性が更に向上する。通常のスーパーミュータントよりも遥かに巨大なベヒモスは規格外の存在であり、格闘攻撃しか行わない分、恐るべき攻撃力とミニ・ニュークの直撃にも耐えるほどの耐久力を誇るボスクラスの個体。
DLCを導入すると、ベヒモス以上の耐久力を持ち、防御力無視の追加ダメージを与える特性を持つスーパーミュータント・オーバーロードが出現するようになる。
中国兵
DLC『Operation:Anchorage』で出現する中国軍の兵士。中国軍アサルトライフルで武装しており火力は高いが、能力はレイダーと同等。「アイヤー!」など、なぜかエセ中国人風の喋り方をする。
ミサイルランチャーや火炎放射器を装備した中国兵は耐久力が高い。
本編でもある場所にグール化した中国軍の残党が生き残っている。
クリムゾン・ドラグーン
DLC『Operation:Anchorage』で出現する中国軍のエリート部隊。ステルス迷彩機能が付いた「中国軍ステルスアーマー」を装備しており、身を隠して攻撃してくる。ステルス時はV.A.T.S.で攻撃することができない（発見はできるが命中率が0%になる）。ただし、攻撃を行う際やダメージを受けた際にステルス状態は解除される。
トロッグ
DLC『The Pitt』のマップでのみ遭遇する四足歩行のクリーチャー。放射能の影響で変異した人間の成れの果てであり、ピットに蔓延する『病気』を患った者が辿り着く末路の姿。子供が変異したと思われる小さめのサイズのものもいる。
主人公の走りを上回る移動速度で一気に接近し、ひたすら飛び掛り攻撃を見舞ってくる。弱点である頭部が狙い易く個々の耐久力もさほどではないものの、高い攻撃力を持ち、更に集団で襲い掛かってくるため、戦闘には迅速な対処が必須となる。
ワイルドマン
DLC『The Pitt』のマップでのみ遭遇する人間系の敵の総称。放射能の影響やピットの過酷な環境に耐えられなくなるなどして、気が狂って手が付けられないほど凶暴化してしまったため、ピット外へと追放された人々。しかし、敵としての性能は服装が傭兵服に変わっただけのレイダー。
スワンプフォーク
DLC『Point Lookout』のマップでのみ遭遇する人型クリーチャー。放射能と何世代にも渡る近親交配の影響で、おぞましい容姿へと変貌した人間の成れの果て。余所者には容赦なく襲い掛かるが、トライバルや地元住民とは共生関係にある。スーパーミュータント同様に武器を使って戦う。
複数の種類が存在し、クリーパー、スクラッパー、トラッカー、ブルーザー、プロウラーの5種類が存在する。特にブルーザーは素手状態での攻撃力が非常に高く下手に武器を破壊するとさらに厄介になる。
主人公の防御力を無視した固定ダメージを攻撃に上乗せする特殊能力を持つため、パワーアーマーを着ていても油断は出来ない。
トライバル
DLC『Point Lookout』のマップでのみ遭遇する、「アーク&ダウ・カテドラル」を拠点とする原住民。一部のイベントで敵として出現する。
スワンプフォーク同様防御力無視の固定ダメージを与えてくる上、プレイヤーのレベルに応じて耐久力が上昇するため非常に危険な敵。ただし、これらの特性を持っているのはイベントで敵対するトライバルのみで、拠点で普通に会える者たちには適用されない。
密輸業者
DLC『Point Lookout』のマップでのみ遭遇する、ポイントルックアウトに眠るお宝を探しに来た人間。レイダーなどと同じく複数人で行動する。人間の敵としては耐久力が高いが、装備が10mmピストルのような弱い武器からプラズマライフルのような強力な武器まで様々なため、強さにムラがある。ただ、防御力無視の固定ダメージはないためスワンプフォークやトライバルに比べれば楽な相手と言える。
メインクエストを進めると、灯台など一部の場所に拠点を作るため出現数が増加する。
「密輸業者」という名前であるが、彼らが何をどこに密輸しているのかは謎に包まれている。
エイリアン
DLC『Mothership Zeta』のマップのみで遭遇する人型クリーチャーだが、通常マップでもランダムイベントで死体を見ることが出来る。文字通り地球外生命体グレイ (宇宙人)を彷彿とさせるステレオタイプな容姿の宇宙人。単体での耐久力はさほどでもないが、戦闘員は全員強力なエイリアン武器で武装しており、更に戦闘態勢に移行するとダメージを大幅に軽減するバリアーを張る個体も居り、バリアーを展開したエイリアンのタフネスは凄まじいものとなるため非常に厄介。戦闘を有利に進めるためには、極力発見されないように行動することが推奨される。
アボミネーション
DLC『Mothership Zeta』のマップのみで遭遇する人型クリーチャー。改造手術によって生み出されたエイリアンと人間の合成生物で、体格に比して大きな両手両足が特徴。発見した敵に腕を突き出し指を立てるポーズを取った後、接近して殴り掛かってくる。非常に高い攻撃力を持っているが、エイリアンとも敵対している上に耐久力は低めなため、エイリアンよりは対処しやすい。

## 用語
グレート・ウォー（The Great War）
2077年10月23日に勃発した世界大戦規模の核戦争。2077年以前から世界各国で局地的に資源の争奪戦争が起こっていたが、中国軍がアラスカを侵略し、アメリカがカナダを併合することで事態は急速に悪化、ついに10月23日、全面核戦争に突入してしまった。この時、合衆国大統領官邸（ホワイトハウス）は真っ先に核攻撃され木端微塵に吹き飛んでしまったが、アメリカ合衆国議会議事堂やワシントン記念塔はほとんど原型を留めたまま現在に至る。なお200年経った今、議事堂周辺ではスーパーミュータントと『ブラザーフッド・オブ・スティール』、『タロン・カンパニー』の三つ巴の戦いが繰り広げられており、『ウェイストランド』の中でも最も危険な場所の1つである。また、アメリカ大陸に侵攻してきた中国軍は撃滅されたが、現在でもグール化した残党がどこかに潜伏している。
アンカレッジ作戦（Operation Anchorage）
グレート・ウォーの発端ともなったアラスカでの中国軍との戦いで当時のアメリカ軍が実行した軍事作戦。中国軍の奇襲によって要塞と化したアンカレッジには3つの固定重砲があったが乗っ取られてしまい、奪還を目論むアメリカにとって大きな障害となっていた。しかし、2名の勇敢な隊員によってこれらが破壊されたことでアラスカ奪還の道が開けることとなる。その後、中国軍の拠点を潰すべくアンカレッジ作戦なるものが実行され、軍事施設の奪還・敵軍戦車の補給基地の破壊・防御用フィールドの遮断といった任務を遂行、ついにアンカレッジは解放されたのであった。なお、この戦いは『Operation Anchorage』を導入することで仮想シミュレーションを体験することができる。
キメラ・タンク(Chimera Tank)
『アンカレッジ作戦』において当時のアメリカ軍を悩ませた中国軍の無人戦車。高エネルギー照射砲を装備、寒冷地でもスムーズに移動できるようにアルキメディアン・スクリューが装着されている。正面からまともに戦うと自殺行為に等しいが、エネルギー砲の砲塔が90度までしか回転できないため後方からの攻撃に非常に脆い設計になっている。
FEV(Forced Evolutionary Virus)
投与した生物に対して強力な突然変異をもたらすウイルス。
戦争が起こる前の2076年、「West Tek」という化学薬品会社がPVPとよばれる薬品を開発し、投与された被検体が劇的に突然変異を遂げたことからアメリカ軍が研究を引き継ぎFEVプロジェクトと改名、怪力と高い知能をもつスーパーソルジャーを造り上げることを目的にマリポサ郡の地下秘密基地で計画を進めることを決定した。グレート・ウォーの影響で研究は打ち切りを余儀なくされたが、研究所そのものは残されたままであった。戦争終結から間もない2102年に、遺棄された施設を発見したグレイ博士率いるチームがFEVの研究を調査するうちに狂気にとりつかれた結果、恐ろしい生体実験を行った挙句自身にもウイルスを注入しミュータントと化する。2162年に『Vault13』の英雄によってミュータントたちは鎮圧され、研究施設も地下に埋もれて壊滅した（Fallout 1）。さらにそのあとの2236年、当時台頭しつつあった『エンクレイヴ』によって地下施設が発掘されFEVのサンプルが収集された（Fallout 2）。このサンプルによって研究が再開され、同時期に行われていたVaultでの様々な実験に組み込まれており、ウイルスを使った人体実験は『Vault87』で行われた。
Pip-Boy(Personal Information Processor-Boy)
RobCo工業がVault用に開発したリストバンド型の携帯情報端末。初期型のモデル2000は腕に装着するものではなかったが、腕に装着できる2000Plusと呼ばれるものが非公式に流通するようになる。この2000Plusから発展したものがモデル3000であり、従来の機能の他にラジオやイルミネーションライト機能が加わり、スリムな外見となった。
浄化プロジェクト(Project Purity)
ジェームスとリーが参加していた計画で、放射線に汚染された水を浄水することを目的に実験・研究が続けられてきた。
『ブラザーフッド』の協力のもとジェファーソン記念館に装置が設置され、研究が進められたが、一向に成果を挙げることができず、更にジェームスに主人公が誕生したことで研究は一旦破棄された。しかし19年後、G.E.C.K.の存在を知ったジェームスが計画の実現を確信してVaultを脱出、研究を再開する。彼の独力によりついに実験は成功するが、計画の実現を目前にしてジェファーソン記念館は『エンクレイヴ』に強襲されてしまう。この時ジェームズは命を奪われ、装置は高濃度の放射線を帯びたため不用意に近づけなくなり、更に記念館は『エンクレイヴ』に乗っ取られる。『エンクレイヴ』の目論見はこの装置を使って遺伝的に変異した生物（つまり、Vaultの外に住むほぼ全ての人間も含まれる）をウェイストランドから一掃しようというものであったが、起動コードを知らなかったため、ただちに装置を起動することは適わなかった。その後『ブラザーフッド』と主人公の活躍によって装置は奪還され、無事に計画が実現した後は『ブラザー・フット』が浄化された天然水を『アクア・ピューラ』と命名し、『リベットシティ』を拠点に『ウェイストランド』に無償での配布が実現した。ただし、『アクア・ピューラ』の生産には限度があり、流通ルートも数か所しかないため、輸送団の襲撃や、転売の横行はもちろん、『アクア・キューラ』なる偽物や放射線入りの仕様のものまで現れ、計画のモットーである「無償で、誰にでも」とはかけ離れた現状となっている。
なお『エンクレイヴ』のエデン大統領の甘言に乗って改良型FEVウイルスを注入していた場合、ウェイストランド中に汚染された『アクア・ピューラ』が出回る事となり、各地で深刻な影響（ウェイストランド全ての生命が死滅するバッドエンディングと同様の展開）を及ぼすようになる。
G.E.C.K.(Garden of Eden Creation Kit)
スタニスラウス・ブラウン博士が開発し、各Vaultに備え付けていたもの。無から有を生み出す惑星開発モジュールの略称。ジェームスはVault101でこれを知ったことから物語が始まる。過去の作品でも重要な役割を持つ。
ベセスダが公式で配布しているMOD制作ツールにもこの名前が使われている。
ヌカ・コーラ(Nuka-Cola)
アメリカを代表する清涼飲料水（コーラ）。この瓶のキャップがゲーム内の通貨として各地に流通している。2077年には成分を倍加した上にザクロエキスとストロンチウム放射性同位体を添加したヌカ・コーラ・クアンタム(Nuka-Cola Quantum)が発売されており、こちらは希少価値の高いレアアイテムとして、熱狂的なコレクターが存在する。ゲーム中の工場の記録から、クアンタムの開発にあたっては人体実験が行われ、何人も被曝による犠牲者を出していたことが分かる。現実の1920年代のアメリカでは放射性物質入りのラディトールという特許薬やウォーターポットリバイゲーターが市販されていた。
パワーアーマー
『ブラザーフッド・オブ・スティール』や『エンクレイヴ』が所有する強化装甲服。強い耐弾性と優れたパワーアシスト機能を持つが、装着のためには訓練をつむ必要がある。基本的に大戦以前の過去の遺産であり、核戦争後の荒廃した世界で新たに製造することは技術的にほぼ不可能である。そのため、現代では希少品となっており、現存品も破損箇所を応急的に修復して使い続けていたりするため、年代を経るごとに性能が劣化してきている。ただし、『エンクレイヴ』は現在でも独自に新型のパワーアーマーを開発、製造し続けているため、『エンクレイヴ』が所有するものは『ブラザーフッド・オブ・スティール』が所有するものより性能が高く、『ブラザーフッド・オブ・スティール』が苦戦する要因となっている。
ベルチバード(VB-02 Vertibird)
『エンクレイヴ』が所有するVTOL機である。元は、当時のアメリカ正規軍向けに開発されていたティルトウイングの多目的ヘリコプター。2077年の大戦勃発の時には既にプロトタイプが完成、『アンカレッジ作戦』にも参加したが、全面核戦争の影響でお蔵入りとなり、『エンクレイヴ』が確保したもの以外は戦争で破壊されてしまう。その後、『エンクレイヴ』は手に入れたものをさらに改良して「ベルチバード」と名づけて完成させ、『エンクレイヴ』の象徴とも言える乗り物となった。大きく分けて、6本のタイアを備える輸送用と重武装を持つガンシップ仕様のものがある。『エンクレイヴ』殲滅後、『ブラザーフッド』が元エンクレイヴ機を独自仕様に改装する。
リバティ・プライム(Liberty Prime)
『ブラザーフッド・オブ・スティール』がワシントン郊外で発掘した決戦用巨大人間型二足歩行兵器。かつての大戦において中国軍に占領されたアラスカを奪還するために製造されたと言われている。凄まじいパワーと頑強な装甲を持ち、高度な解析能力と自己判断能力を有する人工知能を搭載している。武装は頭部の大型レーザー砲2門と背中に装着した投擲式核爆弾、人型であることを活かした格闘攻撃。対中国軍用に作られたので、スピーカーからは民主主義・反共主義の過激な台詞が常時大音量で流れている。
対『エンクレイヴ』の切り札として補修されているが、駆動に途方もない電力を要するために現在の設備では出撃させることが出来ず、研究員によって更なる調整が行われていた。後にDr・リーの協力によって動力面の問題が解決し、遂にペンタゴンから出撃。ジェファーソン記念館で武装する『エンクレイヴ』の大軍の総攻撃や防御フィールドによるルート封鎖をものともせず、圧倒的な火力で壊滅させた。
この兵器の存在は『エンクレイヴ』にとっても重大な脅威として認識され、DLC「Bloken Steel」におけるエンクレイヴ殲滅作戦のときに、彼らの切り札中の切り札であった軍事衛星からのミサイル攻撃によって木端微塵に破壊されてしまう。しかし、中枢回路の頭部は被害を免れ、『ブラザー・フット』によって再度修理がおこなわれている。

## 音楽
作中の一部のラジオで流れる音楽の曲目は以下。

### ギャラクシー・ニュース・ラジオ (Galaxy News Radio)
- "I Don't Want to Set the World on Fire" by インク・スポッツ
- "Anything Goes" by コール・ポーター
- "A Wonderful Guy" by テックス・ベネキー
- "Boogie Man" by Sid Phillips
- "Butcher Pete" by Roy Brown
- "Crazy He Calls Me" 唱：ビリー・ホリデイ
- "Civilization" 唱：ダニー・ケイ
- "Easy Living" 唱：ビリー・ホリデイ
- "Fox Boogie" 作曲：Gerhard Trede
- "Happy Times" 唱：Bob Crosby
- "I'm Tickled Pink" 作曲：Jack Shaindlin
- "Into Each Life Some Rain Must Fall" 唱：エラ・フィッツジェラルド
- "Jazzy Interlude" 作曲：Billy Munn
- "Jolly Days" 作曲：Gerhard Trede
- "Let's Go Sunning" 作曲：Jack Shaindlin
- "Maybe" by The Ink Spots
- "Mighty, Mighty Man" by Roy Brown
- "Rhythm For You" by Eddy Christiani
- "Swing Doors" 作曲：Allan Gray
- "Way Back Home" 唱：Bob Crosby

### アガサの放送局 (Agatha's station)
- バッハ：
  - パルティータ第3番ホ長調より "Gigue"
  - パルティータ第3番ホ長調より "Preludio"
  - ソナタ第2番イ短調より "Grave"
- ドヴォルザーク：ヴァイオリン協奏曲より第一楽章 "Allegro ma non troppo"
- サラサーテ：ツィゴイネルワイゼン

## シーン修正

### オーストラリア版における、麻薬使用シーンに関する変更
2008年7月4日、オーストラリアのオーストラリア等級審査委員会（ACB）は、オーストラリアにおいて本作の発売が違法だとして、審査を拒否した。
ACBはその理由として、「"SF的"な麻薬の密売（携帯）シーンが、実際のものに通用するほどに現実的な描写がなされていたためと述べている。
ベセスダ・ソフトワークスが発売禁止を解除してもらうために該当箇所を削除した結果、ACBは発売禁止を解除し、オーストラリア版の発売禁止は削除された。
。
そして、2008年8月7日、ACBは本作を審査しMA15+（15歳未満は保護者の同意なしに購入不可）区分とし、オーストラリアで本作を発売することが合法となった。

ただし、全てのシーンが削除されたわけではなく、麻薬を実際に使用する場面のアニメーションが削除されただけであり、ACBの審査メンバーの中には他の麻薬に関するシーンを残した状態で発売するのは違法であるという意見が少数ながらもあった。
その後、イギリスのゲーム雑誌Edgeとのインタビューの中で、ベセスダ・ソフトワークスは、「このバージョンが全世界で発売できる唯一のものであり、このバージョンではきっと、現実世界の麻薬に関する描写がすべて削除されているだろう。このゲームの中で、現実世界に存在するモルヒネを出そうかと思ったが、結局"Med-X"という薬物に差し替えることになってしまった。」と話している

### インドでの発売中止
マイクロソフトは2008年10月22日、宗教的および文化的な理由から本作のXbox 360版をインドでは発売しないつもりであると発表した
マイクロソフトは「マイクロソフトはインドのユーザーの皆様にも海外版で遊んでいただけるよう最善の努力を尽くします。ですが、インドの文化に対して考慮した結果、本作をインドで発売しないということにいたしました」と述べている。
マイクロソフトは問題点を明確にさせていないが、Gaming Blendのピーター・ハースは「ゲーム内に登場する双頭の牛・バラモンが、ヒンズー教のカースト制度の頂点に位置する司祭階級を示す言葉(Brahmin)と名前を同じくしていることや、インドのコブウシを祖先とするブラーマン種(brahman)とつづりが似ており、いずれもヒンズー教徒たちから神聖なものとして崇拝されているため、発売禁止の原因になったのではないか」とみている。
また、GamesRaderUKのDave Meiklehamは、ゲーム中の屠殺表現と核爆弾で罪のない人々を殺害できる点が問題視されたのではないかとみている。

### 日本版での修正
ベセスダ・ソフトワークスは、居住地である広島・長崎への原爆投下の恐怖への配慮として、日本版『Fallout3』のサイドクエスト"The Power of the Atom"に変更を加えたと発表した
海外版ではメガトンにある不発弾に対し、プレイヤーは「無力化させる」・「無視する」・「爆発させる」のいずれかができる。一方、日本語版ではこイベントの開始条件となるキャラクター・Mr.バークが登場せず、不発弾の爆発はできないようになっている（ただし、データの日本語翻訳はされており、日本語音声も収録されている）。同様の理由で、日本語版では核爆弾のカタパルトがファットマンからヌカ・ランチャーに変更された。本作のローカライズを担当したゼニマックス・アジアの高橋徹 は「核爆弾を用いて多くの市民を殺すという描写は、Z区分（18歳未満購入禁止）に振り分けられる以前に、コンピュータエンターテインメントレーティング機構(CERO)の倫理規定に抵触する描写であるため、"The Power of the Atom"の内容を変更するのが最善策であると考えた」と述べた。
その一方で、高橋は、ファミ通とのインタビューの中で、「当初は欠損シーンを修正すればDぐらいはいけるのではないかと考えていたが、そのシーンが問題になるとは思っていなかった」と話している。また高橋は、「なぜ人間が駄目で、スーパーミュータントやグールの欠損表現はよかったのか」とし、「Z指定となると自治体によっては自動的に有害図書にするので、そういう扱いにするくらいだったら規制しないでほしい」と述べた。
さらにPS3版のみの変更点として、以下の修正が追加されている。
- 食人表現の直接的表現の修正。
- 政治的プロパガンダを匂わせる発言は翻訳しない。
- Pip-Boy3000内の暴力描写についても修正。
- 「悪人の指/善人の耳」を「悪人の証拠/善人の証拠」という巻物に修正。

## 反響
発売前は「なぜここまで欠損表現を削るのか」という意見がゼニマックス・アジアに届いていたが、発売後はローカライズに対する肯定的な意見も来た。

### 不具合
ゲーム発売直前、IGNは本作のレビューの中で、PS3版で「フレンドがPlayStation Networkにサインイン・アウトするたびに画面がぼやけてフリーズする」といった多数のバグや不具合が見受けられたと述べた。その後、IGNがレビューからPS3版のバグに関する記述を削除した結果、Playstationのユーザー間で論争が起きた。

Digital Chumps はPlayStation 3 Game of the Year editionのレビューの中で、再起動が必要なほどフリーズやアニメーションおよびスクリプトに関するバグが未だに残っていると述べた。
その後、IGNも Game of the Year editionをすばらしい作品だと評しつつも、「ゲーム内のバグや不具合にはお気をつけて」と遡及的に本編でのトラブルについて言及した。